# 미스코리아 서울
미스코리아 서울(미스 서울)은 1971년부터 시작된 미스코리아의 서울특별시 지역 대회이다. 진, 선, 미 입상자에게는 본선에 진출을 할 수 있는 기회가 주어진다.

## 입상자
| 연도   | 진 (眞)                                                                                                   | 선 (善)                                                                                                   | 미 (美)                                                                                                   | 시상식                                                              |
| ------ | --- | --- | --- | ------------------------------------------------------------------- |
| 1971년 | 김윤희 · 서정아 · 윤혜영 · 이명신 · 이석연 · 이지현 · 이혜경 · 장혜정 · 차순영 · 최현숙 · 홍신희 · 홍정아 | 김윤희 · 서정아 · 윤혜영 · 이명신 · 이석연 · 이지현 · 이혜경 · 장혜정 · 차순영 · 최현숙 · 홍신희 · 홍정아 | 김윤희 · 서정아 · 윤혜영 · 이명신 · 이석연 · 이지현 · 이혜경 · 장혜정 · 차순영 · 최현숙 · 홍신희 · 홍정아 |                                                                     |
| 1972년 | 김미애 · 김정숙 · 김지영 · 박연주 · 배정자 · 서윤희 · 오영은 · 오종희 · 이윤옥 · 임성연 · 정문숙 · 최승희 | 김미애 · 김정숙 · 김지영 · 박연주 · 배정자 · 서윤희 · 오영은 · 오종희 · 이윤옥 · 임성연 · 정문숙 · 최승희 | 김미애 · 김정숙 · 김지영 · 박연주 · 배정자 · 서윤희 · 오영은 · 오종희 · 이윤옥 · 임성연 · 정문숙 · 최승희 |                                                                     |
| 1973년 | 김영주 · 김태희 · 박영애 · 방나경 · 배성주 · 안순영 · 유현 · 윤보영 · 임미량 · 차혜성                     | 김영주 · 김태희 · 박영애 · 방나경 · 배성주 · 안순영 · 유현 · 윤보영 · 임미량 · 차혜성                     | 김영주 · 김태희 · 박영애 · 방나경 · 배성주 · 안순영 · 유현 · 윤보영 · 임미량 · 차혜성                     |                                                                     |
| 1974년 | 강영숙 · 강승혜 · 김윤희 · 김지현 · 김진주 · 천현경 · 홍인옥                                              | 강영숙 · 강승혜 · 김윤희 · 김지현 · 김진주 · 천현경 · 홍인옥                                              | 강영숙 · 강승혜 · 김윤희 · 김지현 · 김진주 · 천현경 · 홍인옥                                              |                                                                     |
| 1975년 | 백안나 · 유기복 · 이경숙 · 이연옥 · 이영애 · 이진 · 이형목 · 정현주 · 진숙                                | 백안나 · 유기복 · 이경숙 · 이연옥 · 이영애 · 이진 · 이형목 · 정현주 · 진숙                                | 백안나 · 유기복 · 이경숙 · 이연옥 · 이영애 · 이진 · 이형목 · 정현주 · 진숙                                |                                                                     |
| 1976년 | 문선경 · 문현숙 · 이동명 · 이혜경 · 정광현 · 조봉연 · 조혜란 · 최윤선 · 한영애                            | 문선경 · 문현숙 · 이동명 · 이혜경 · 정광현 · 조봉연 · 조혜란 · 최윤선 · 한영애                            | 문선경 · 문현숙 · 이동명 · 이혜경 · 정광현 · 조봉연 · 조혜란 · 최윤선 · 한영애                            |                                                                     |
| 1977년 | 김성희 · 김영선 · 고은 · 곽인숙 · 백경선 · 장화라 · 황인숙                                                | 김성희 · 김영선 · 고은 · 곽인숙 · 백경선 · 장화라 · 황인숙                                                | 김성희 · 김영선 · 고은 · 곽인숙 · 백경선 · 장화라 · 황인숙                                                |                                                                     |
| 1978년 | 권계현 · 박경애 · 손정은 · 이선희 · 정경애                                                                | 권계현 · 박경애 · 손정은 · 이선희 · 정경애                                                                | 권계현 · 박경애 · 손정은 · 이선희 · 정경애                                                                |                                                                     |
| 1979년 | 김문숙 · 서재화 · 연보나 · 이유경 · 함진영                                                                | 김문숙 · 서재화 · 연보나 · 이유경 · 함진영                                                                | 김문숙 · 서재화 · 연보나 · 이유경 · 함진영                                                                |                                                                     |
| 1980년 | 김은정 · 김지영 · 김지희 · 김혜란 · 이경미 · 한현자                                                       | 김은정 · 김지영 · 김지희 · 김혜란 · 이경미 · 한현자                                                       | 김은정 · 김지영 · 김지희 · 김혜란 · 이경미 · 한현자                                                       |                                                                     |
| 1981년 | 김완중 · 김종숙 · 김향연 · 박옥진 · 박영미 · 우정희 · 오성애 · 오은경 · 윤승희 · 이은정                   | 김완중 · 김종숙 · 김향연 · 박옥진 · 박영미 · 우정희 · 오성애 · 오은경 · 윤승희 · 이은정                   | 김완중 · 김종숙 · 김향연 · 박옥진 · 박영미 · 우정희 · 오성애 · 오은경 · 윤승희 · 이은정                   |                                                                     |
| 1982년 | 강선희 · 김수빈 · 박선희 · 이유정 · 정봉련 · 정애희 · 최성윤                                              | 강선희 · 김수빈 · 박선희 · 이유정 · 정봉련 · 정애희 · 최성윤                                              | 강선희 · 김수빈 · 박선희 · 이유정 · 정봉련 · 정애희 · 최성윤                                              |                                                                     |
| 1983년 | 김남희 · 김종중 · 서민숙 · 심계선 · 이종남 · 임미숙 · 정영순                                              | 김남희 · 김종중 · 서민숙 · 심계선 · 이종남 · 임미숙 · 정영순                                              | 김남희 · 김종중 · 서민숙 · 심계선 · 이종남 · 임미숙 · 정영순                                              |                                                                     |
| 1984년 | 김경리 · 김경이 · 박은경 · 서정아 · 정영순 · 최영옥 · 한승민                                              | 김경리 · 김경이 · 박은경 · 서정아 · 정영순 · 최영옥 · 한승민                                              | 김경리 · 김경이 · 박은경 · 서정아 · 정영순 · 최영옥 · 한승민                                              |                                                                     |
| 1985년 | 김윤정 · 김정화 · 박주희 · 서현경 · 안숙영 · 오영숙 · 이영미 · 전화형 · 최효선                            | 김윤정 · 김정화 · 박주희 · 서현경 · 안숙영 · 오영숙 · 이영미 · 전화형 · 최효선                            | 김윤정 · 김정화 · 박주희 · 서현경 · 안숙영 · 오영숙 · 이영미 · 전화형 · 최효선                            |                                                                     |
| 1986년 | 김지은 · 김형란 · 남미향 · 오수경 · 윤석미 · 이혜정 · 정명선 · 현정숙                                     | 김지은 · 김형란 · 남미향 · 오수경 · 윤석미 · 이혜정 · 정명선 · 현정숙                                     | 김지은 · 김형란 · 남미향 · 오수경 · 윤석미 · 이혜정 · 정명선 · 현정숙                                     |                                                                     |
| 1987년 | 강주현 · 김미림 · 김향숙 · 김희연 · 임소원 · 장혜영 · 최연희                                              | 강주현 · 김미림 · 김향숙 · 김희연 · 임소원 · 장혜영 · 최연희                                              | 강주현 · 김미림 · 김향숙 · 김희연 · 임소원 · 장혜영 · 최연희                                              |                                                                     |
| 1988년 | 강주현 · 김성령 · 김정애 · 김혜리 · 박수현 · 양현정                                                       | 강주현 · 김성령 · 김정애 · 김혜리 · 박수현 · 양현정                                                       | 강주현 · 김성령 · 김정애 · 김혜리 · 박수현 · 양현정                                                       |                                                                     |
| 1989년 | 고현정 · 남궁옥 · 박은경 · 오현경 · 이재경 · 장경숙 · 채경진                                              | 고현정 · 남궁옥 · 박은경 · 오현경 · 이재경 · 장경숙 · 채경진                                              | 고현정 · 남궁옥 · 박은경 · 오현경 · 이재경 · 장경숙 · 채경진                                              |                                                                     |
| 1990년 | 김태화 · 김현숙 · 서정민 · 양정아 · 윤제선 · 이승은 · 이종희                                              | 김태화 · 김현숙 · 서정민 · 양정아 · 윤제선 · 이승은 · 이종희                                              | 김태화 · 김현숙 · 서정민 · 양정아 · 윤제선 · 이승은 · 이종희                                              |                                                                     |
| 1991년 | 서연정 · 신경애 · 이미영 · 이영현 · 염정아 · 전혜진 · 조정희                                              | 서연정 · 신경애 · 이미영 · 이영현 · 염정아 · 전혜진 · 조정희                                              | 서연정 · 신경애 · 이미영 · 이영현 · 염정아 · 전혜진 · 조정희                                              |                                                                     |
| 1992년 | 구교현 · 이미나 · 유하영 · 이승연 · 장은영 · 장혜숙 · 황은숙                                              | 구교현 · 이미나 · 유하영 · 이승연 · 장은영 · 장혜숙 · 황은숙                                              | 구교현 · 이미나 · 유하영 · 이승연 · 장은영 · 장혜숙 · 황은숙                                              |                                                                     |
| 1993년 | 궁선영 · 김소형 · 윤수진 · 장미호 · 정지영 · 채연희 · 허성수 · 황진아                                     | 궁선영 · 김소형 · 윤수진 · 장미호 · 정지영 · 채연희 · 허성수 · 황진아                                     | 궁선영 · 김소형 · 윤수진 · 장미호 · 정지영 · 채연희 · 허성수 · 황진아                                     |                                                                     |
| 1994년 | 한성주 | 김신경 | 윤지은 |                                                                     |
| 1995년 | 김윤정 | 이경숙 | 장은정 |                                                                     |
| 1996년 | 이은희 | 설수진 | 원유경 |                                                                     |
| 1997년 | 김지연 | 임선홍 | 정현희 |                                                                     |
| 1998년 | 최지현 | 이은희 | 홍선영 |                                                                     |
| 1999년 | 안복희 | 한나나 | 박성희 · 이혜원 · 한미진                                                                                  |                                                                     |
| 2000년 | 김사랑 | 장은진 · 탁은영                                                                                           | 김미리 · 김소영 · 박미선                                                                                  |                                                                     |
| 2001년 | 김지혜 | 김민경 · 정아름                                                                                           | 박정언 · 백명희 · 하경민                                                                                  |                                                                     |
| 2002년 | 장유경 | 기윤주 · 김지혜                                                                                           | 구연주 · 문혜성 · 이진아                                                                                  |                                                                     |
| 2003년 | 최윤영 | 오유미 | 양혜선 · 신지수                                                                                           |                                                                     |
| 2004년 | 김인하 | 김소영 · 최영아                                                                                           | 김태아 · 주미도 · 조영인                                                                                  |                                                                     |
| 2005년 | 김주희 | 김은지 · 오은영                                                                                           | 강예솔 · 김정현 · 송일영                                                                                  |                                                                     |
| 2006년 | 이하늬 | 김유미 · 안선하                                                                                           | 민지연 · 박성민 · 이윤아                                                                                  |                                                                     |
| 2007년 | 이지선 | 박가원 · 이진                                                                                             | 박시원 · 유지은 · 유한나                                                                                  |                                                                     |
| 2008년 | 장윤희 | 나리 · 최선아                                                                                             | 엄선희 · 이란 · 최보인                                                                                    |                                                                     |
| 2009년 | 김주리 | 박시원 · 왕지혜                                                                                           | 김은수 · 박예주 · 이윤경                                                                                  |                                                                     |
| 2010년 | 전주원 | 장윤진 · 정소라                                                                                           | 박미소 · 하현정 · 홍지현                                                                                  |                                                                     |
| 2011년 | 이성혜 | 공평희 · 김지희                                                                                           | 이정화 · 문경진 · 엄일경                                                                                  | 2011년 6월 24일 금요일 쉐라톤 그랜드 워커힐 비스타홀 서울경제TV SEN |
| 2012년 | 김유미 | 박지영 · 김사라                                                                                           | 정유리 · 윤솔아 · 김유진                                                                                  | 2012년 5월 25일 금요일 W호텔 씨어터홀                               |
| 2013년 | 곽가현 | 최유림 · 한수민                                                                                           | 박혜윤 · 전수연 · 최유나                                                                                  | 2013년 4월 25일 목요일 쉐라톤 그랜드 워커힐 시어터홀                |
| 2014년 | 김서연 | 이슬기 · 김남희                                                                                           | 유지혜 · 황채원 · 박소윤 · 김소희 · 남현진                                                                | 2014년 6월 5일 목요일 쉐라톤 그랜드 워커힐 시어터홀                 |
| 2015년 | 유정인 • 장우정 • 전하린                                                                                  | 유정인 • 장우정 • 전하린                                                                                  | 유정인 • 장우정 • 전하린                                                                                  | 2015년 5월 4일 월요일 올림픽파크텔                                  |
| 2016년 | 김진솔 | 송주연 • 이서경                                                                                           | 장수빈 • 홍나실                                                                                           | 2016년 5월 8일 월요일 코엑스 오디토리움                             |
| 2017년 | 남승우 | 석유진 • 임하은                                                                                           | 김사랑 • 정다혜 • 허수빈                                                                                  | 2017년 5월 11일 목요일 신한카드 판스퀘어                            |
| 2018년 | 서예진 | 김희로 · 이윤지                                                                                           | 김수현 · 정두란 · 육지송                                                                                  | 2018년 5월 7일 월요일 코엑스 오디토리움                             |
| 2019년 | 김성경 | 손진경 · 석수민                                                                                           | 신혜지 · 신윤아 · 이다현                                                                                  | 2019년 5월 6일 월요일 코엑스 오디토리움                             |
| 2020년 | 이서영 | 홍지연 · 금나리                                                                                           | 조하은 · 전연주 · 이화인                                                                                  | 2020년 5월 31일 일요일 서울특별시 대한민국 예술인 센터              |
| 2021년 | 최서은 | 정도희 · 김지은                                                                                           | 김지윤 · 정다은 · 채수민                                                                                  | 2021년 5월 9일 일요일 서울특별시 대한민국 예술인 센터               |

## 역대 참가자 사진

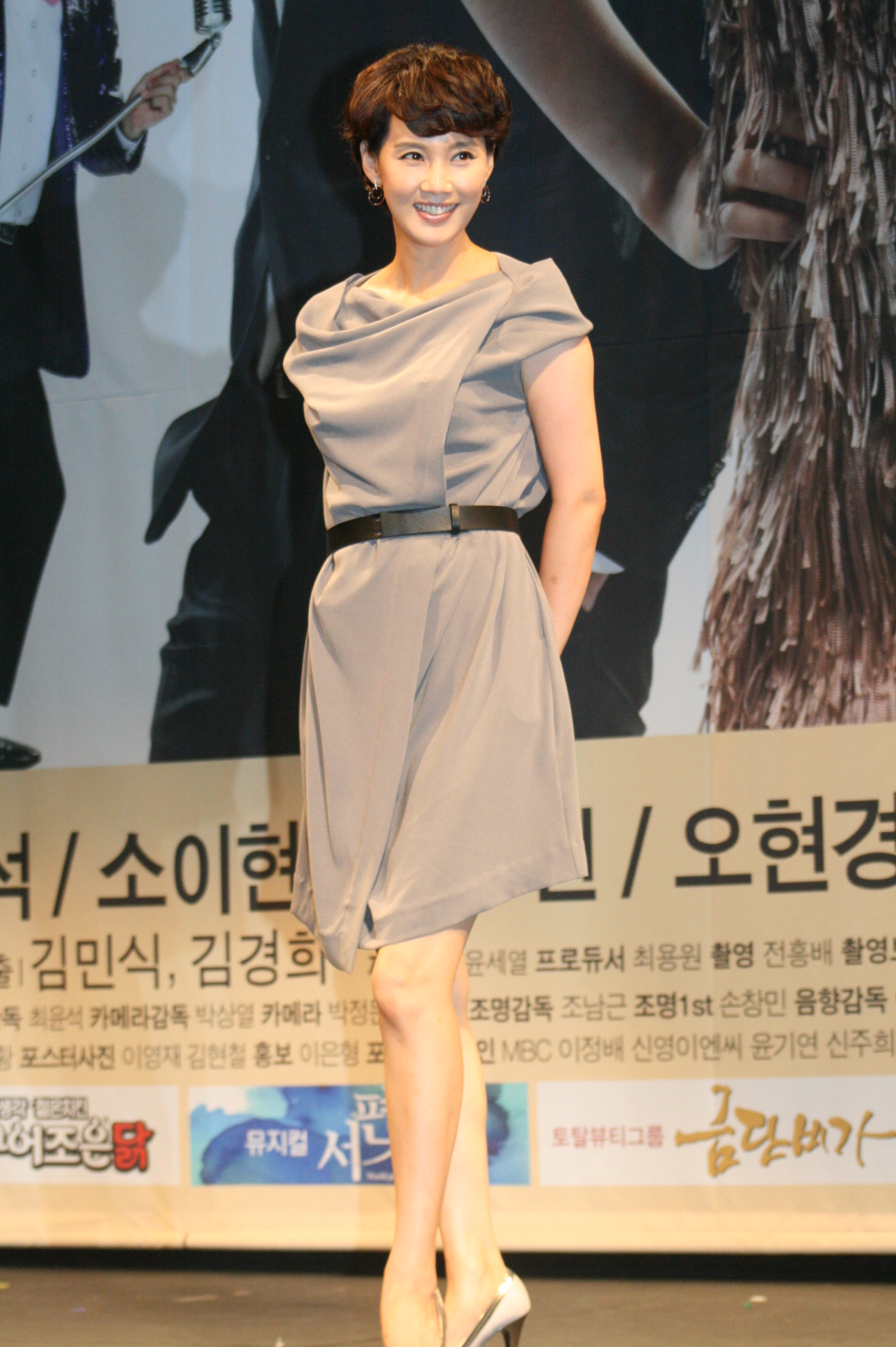
1989년 미스 서울 오현경, 1989년 미스코리아 진
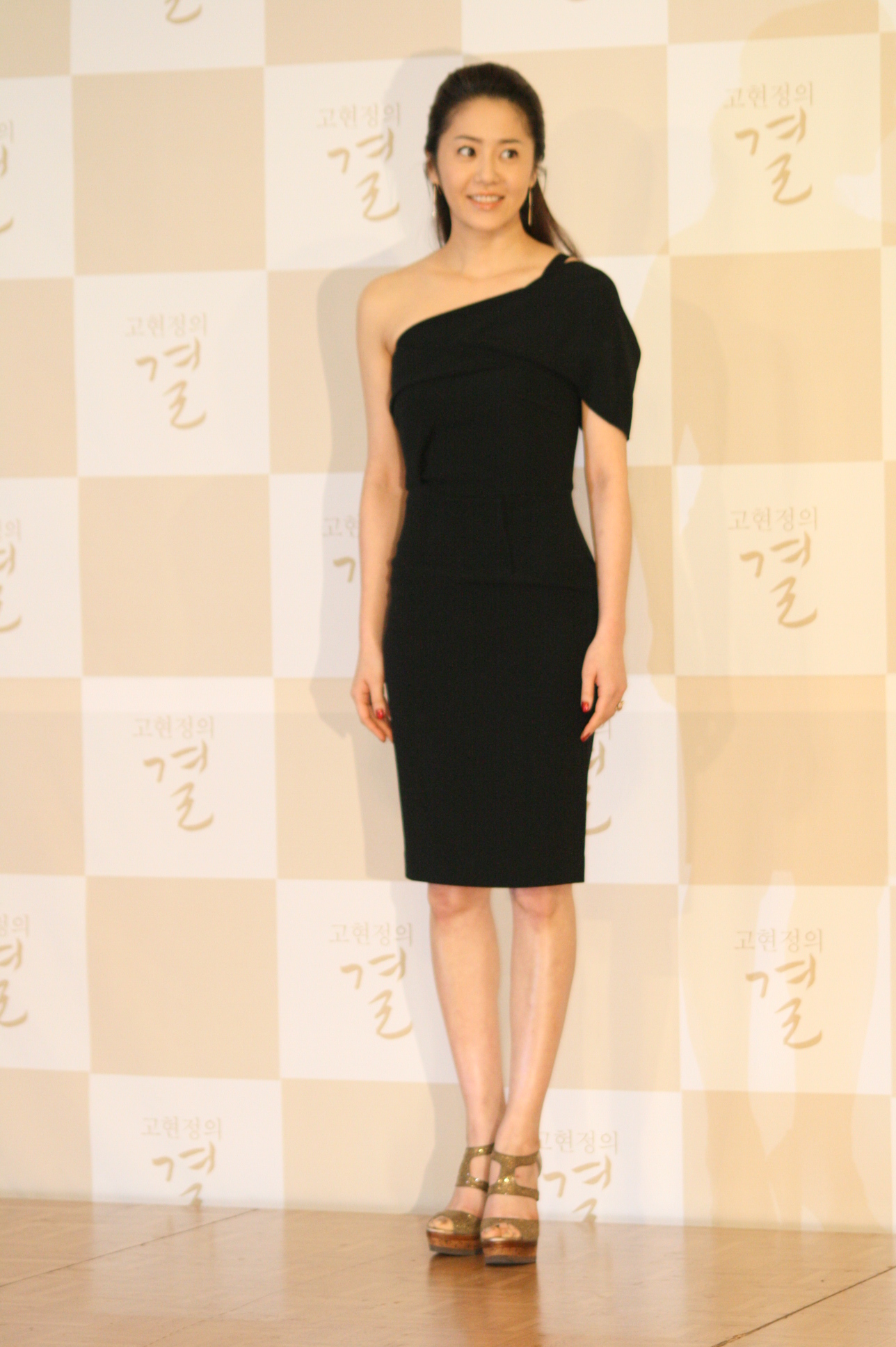
1989년 미스 서울 고현정, 1989년 미스코리아 선
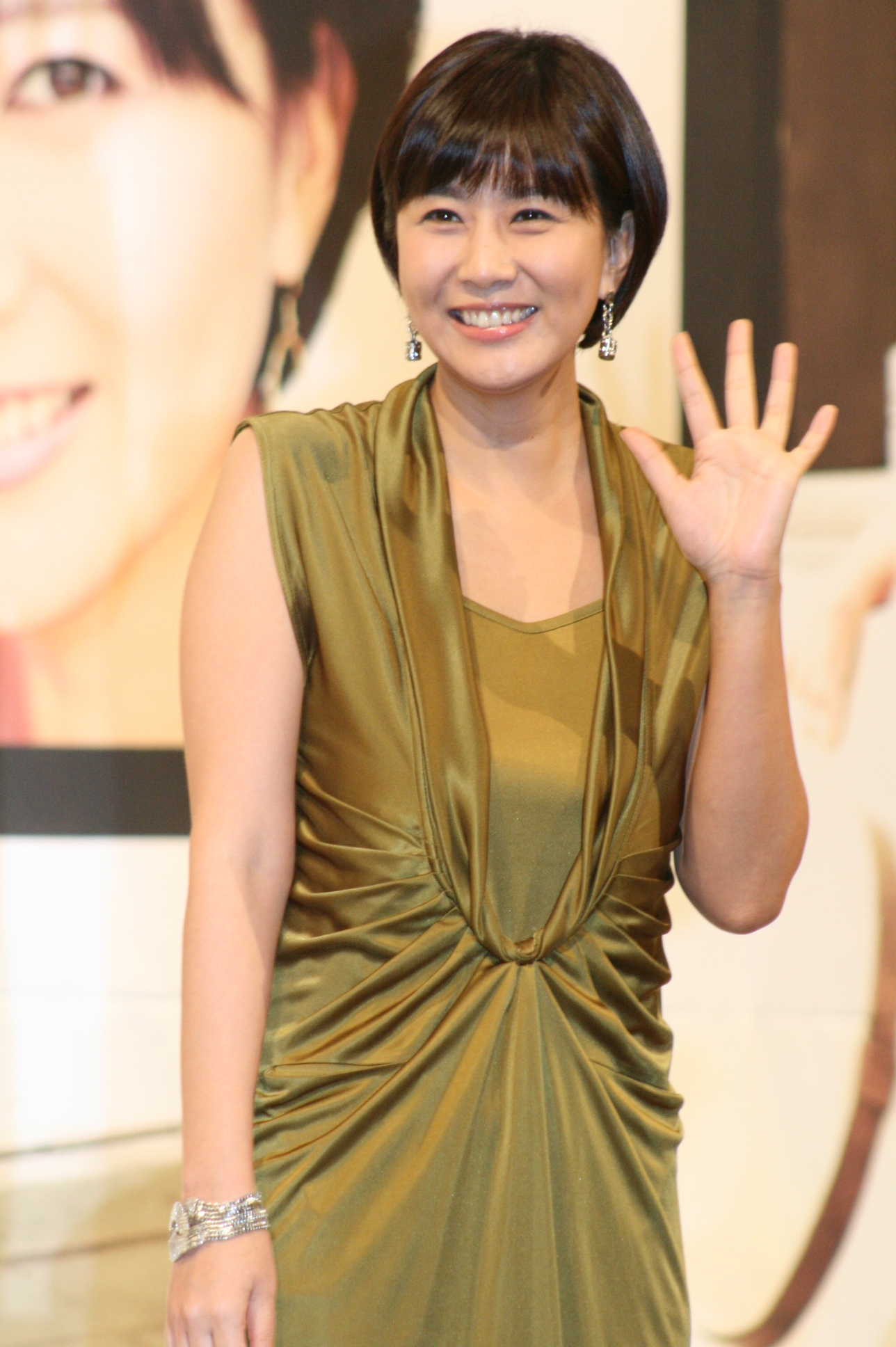
1990년 미스 서울 양정아, 1990년 미스코리아 후보
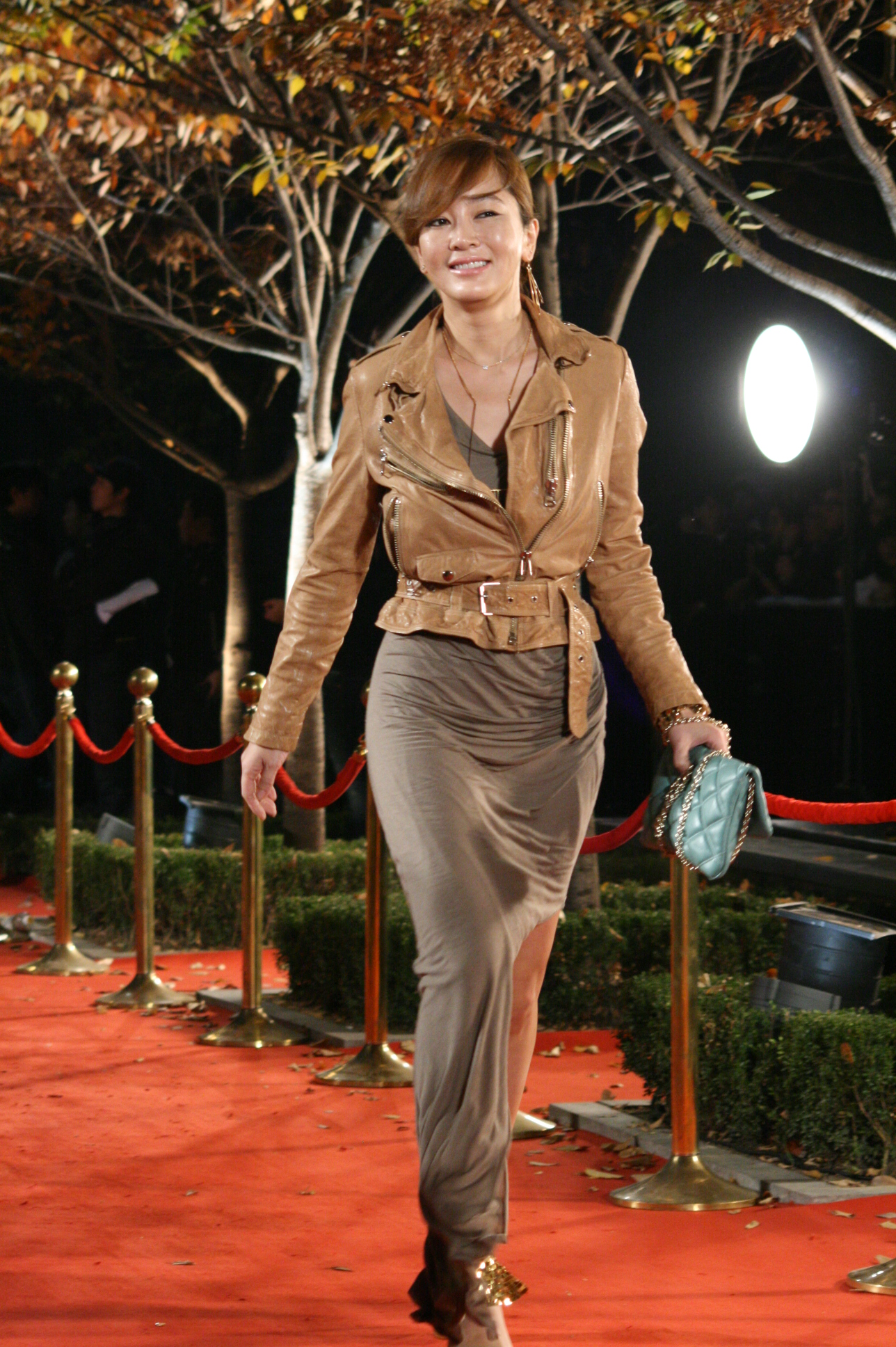
1992년 미스 서울 이승연, 1992년 미스코리아 미
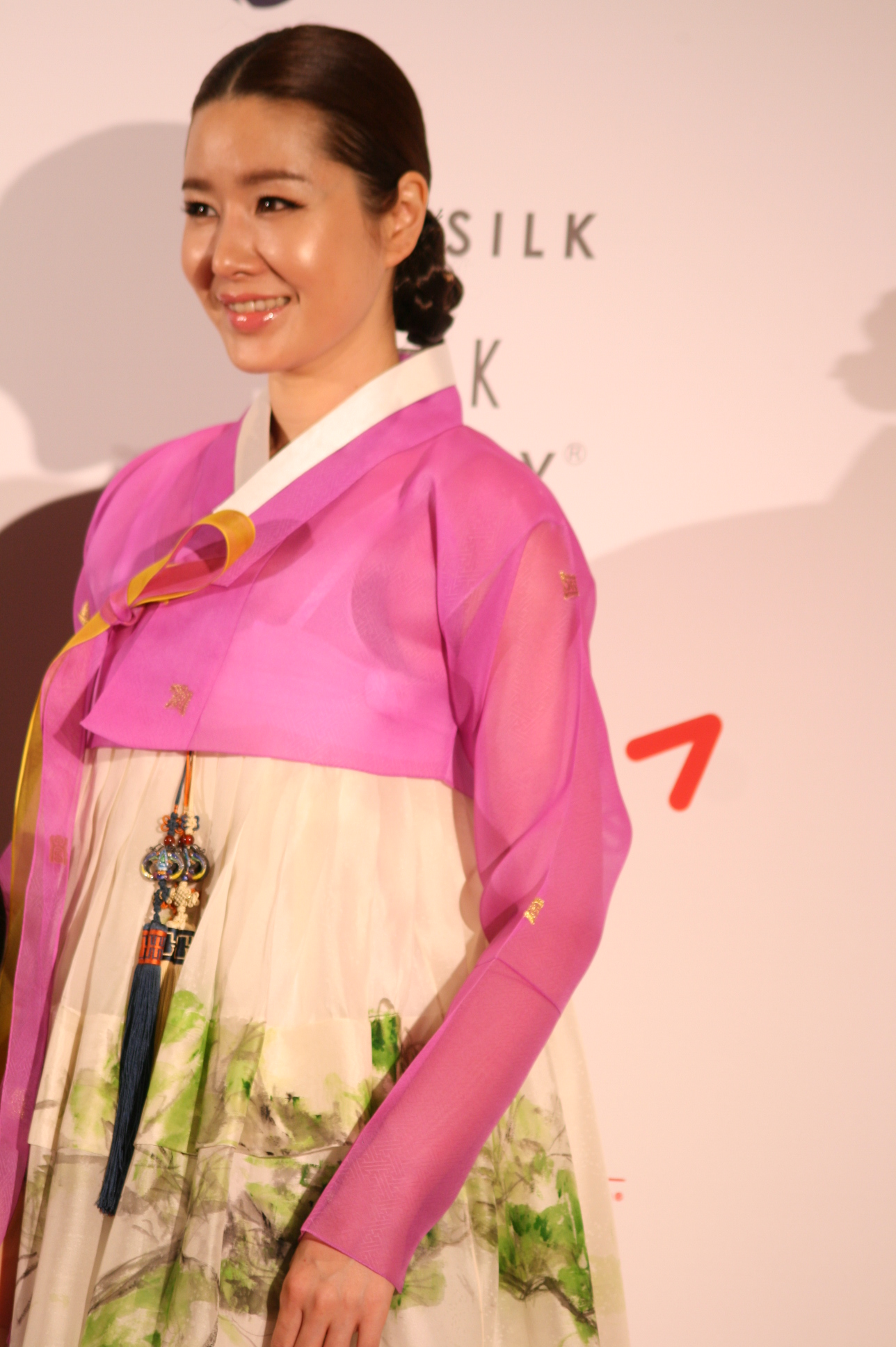
1997년 미스 서울 진 김지연, 1997년 미스코리아 진
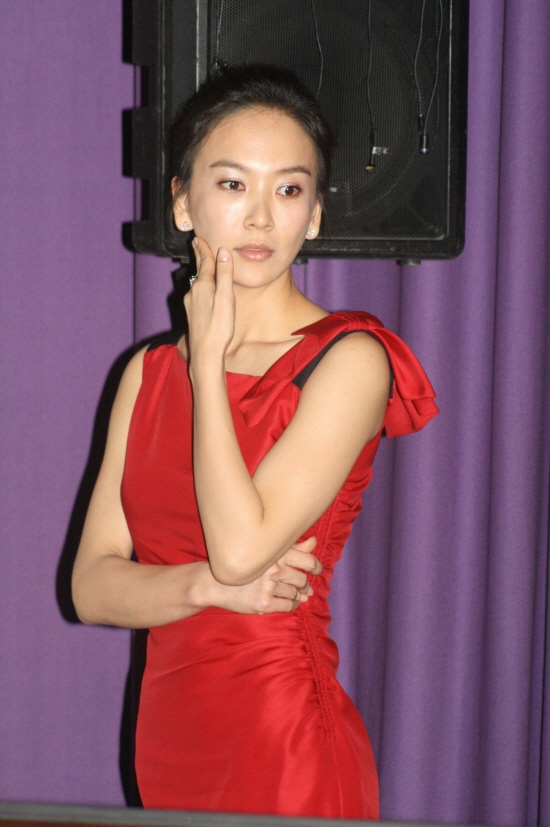
1998년 미스 서울 진 최지현, 1998년 미스코리아 진
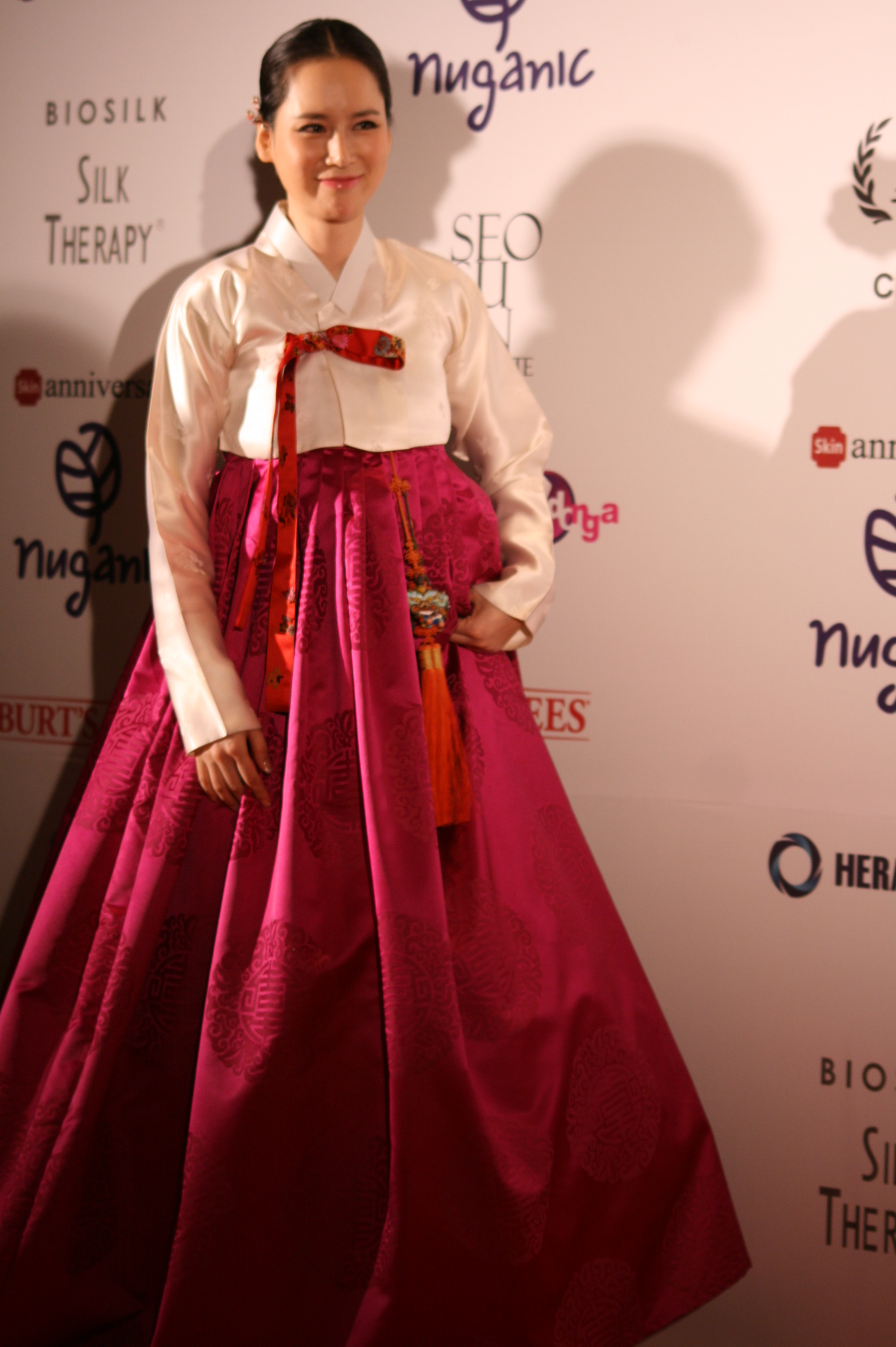
1999년 미스 서울 미 이혜원, 1999년 미스코리아 휠라
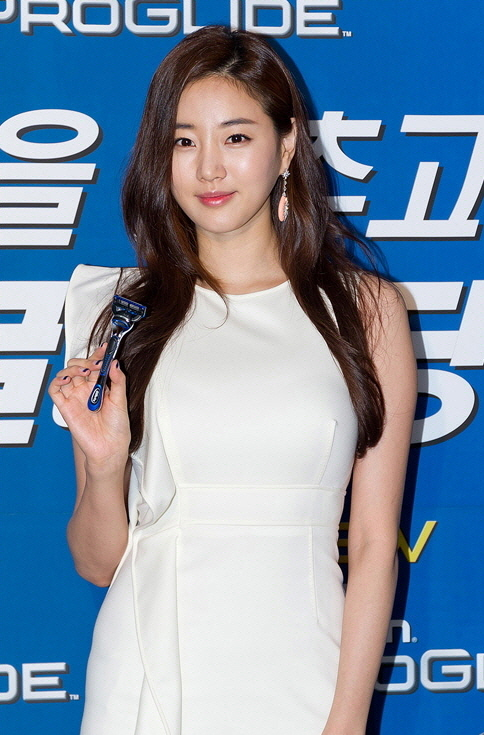
2000년 미스 서울 진 김사랑, 2000년 미스코리아 진
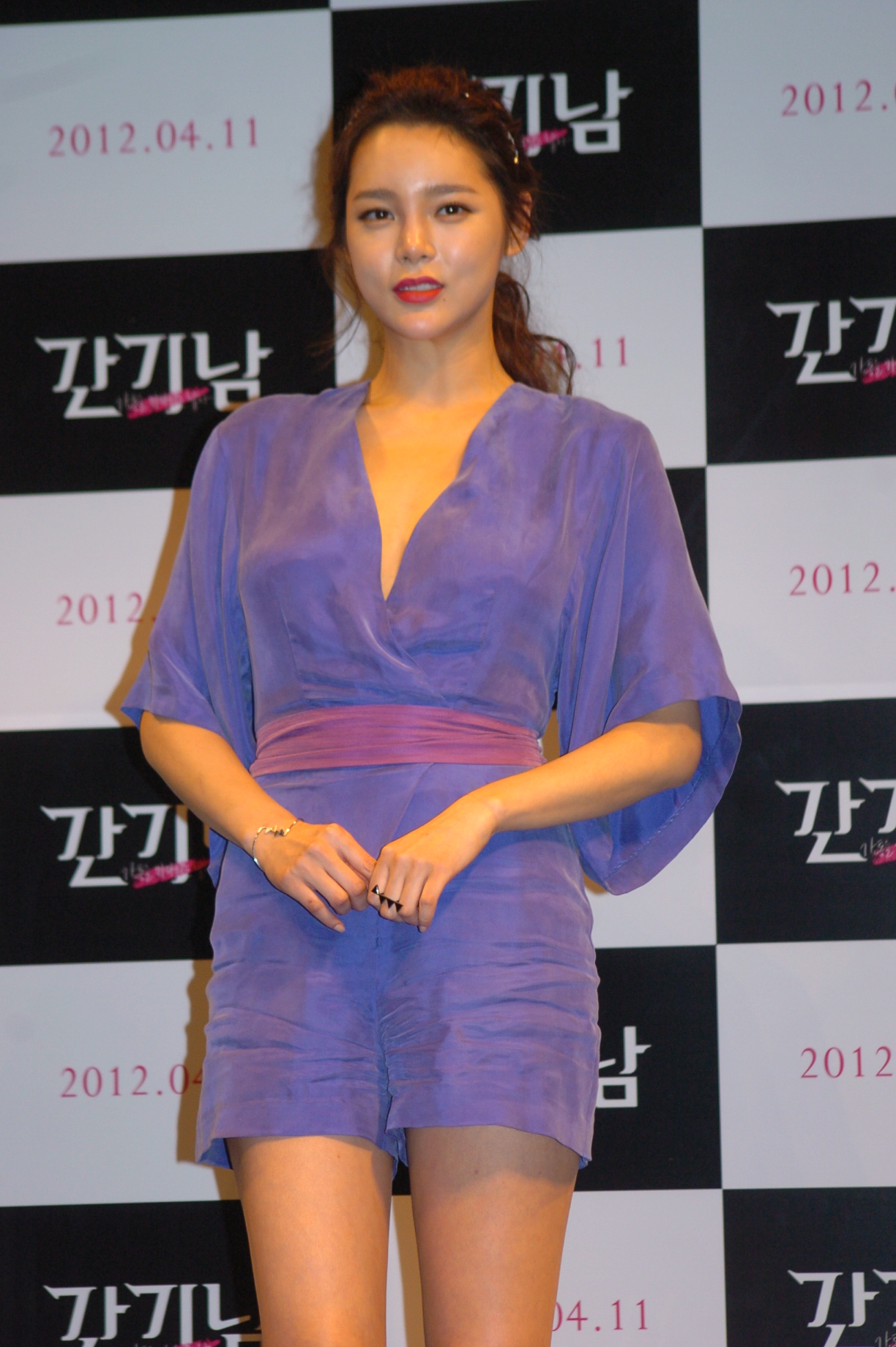
2000년 미스 서울 미 박시연(박미선), 2000년 미스코리아 후보
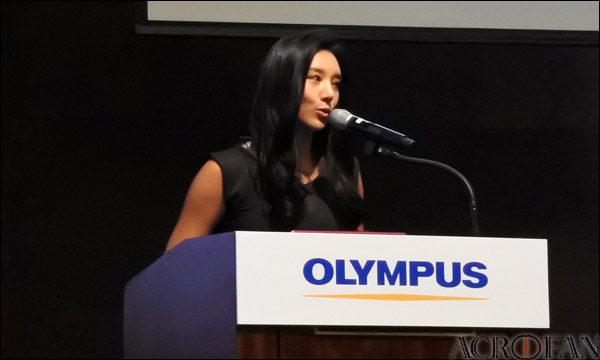
2001년 미스 서울 선 정아름, 2001년 미스코리아 무크
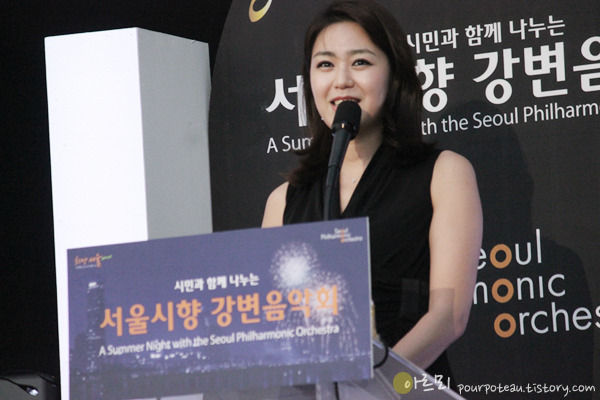
2005년 미스 서울 진 김주희, 2005년 미스코리아 진
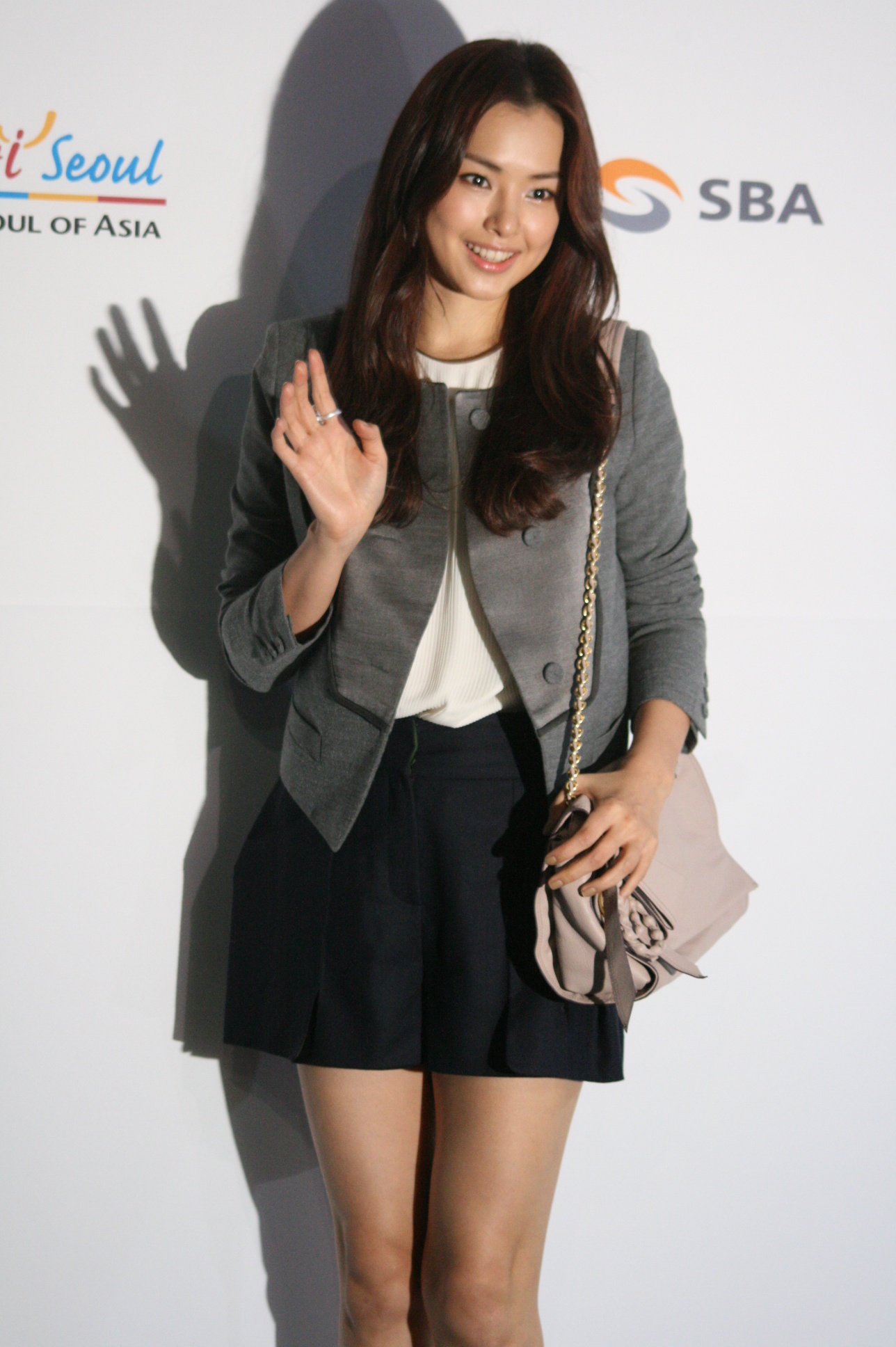
2006년 미스 서울 진 이하늬, 2006년 미스코리아 진
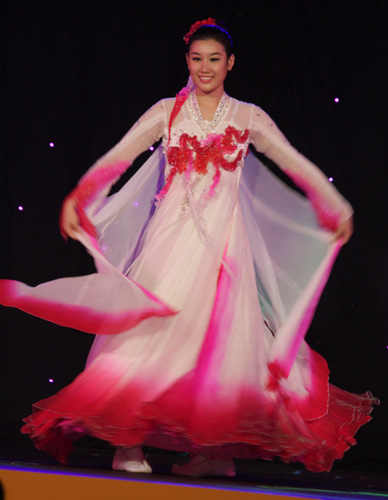
2006년 미스 서울 월드메르디앙 & 2008년 미스 서울 미 최보인, 2008년 미스코리아 선
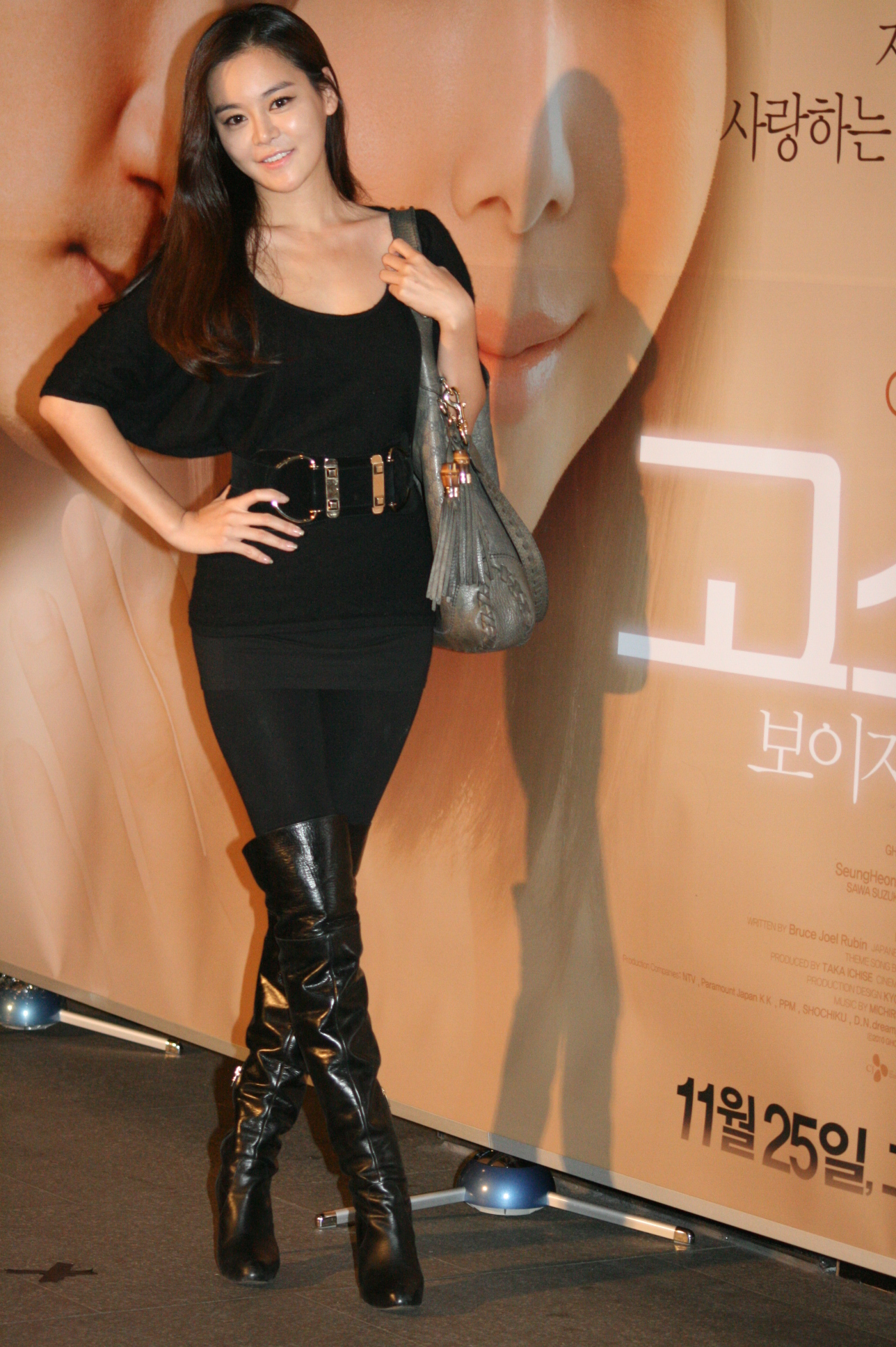
2007년 미스 서울 진 이지선, 2007년 미스코리아 진
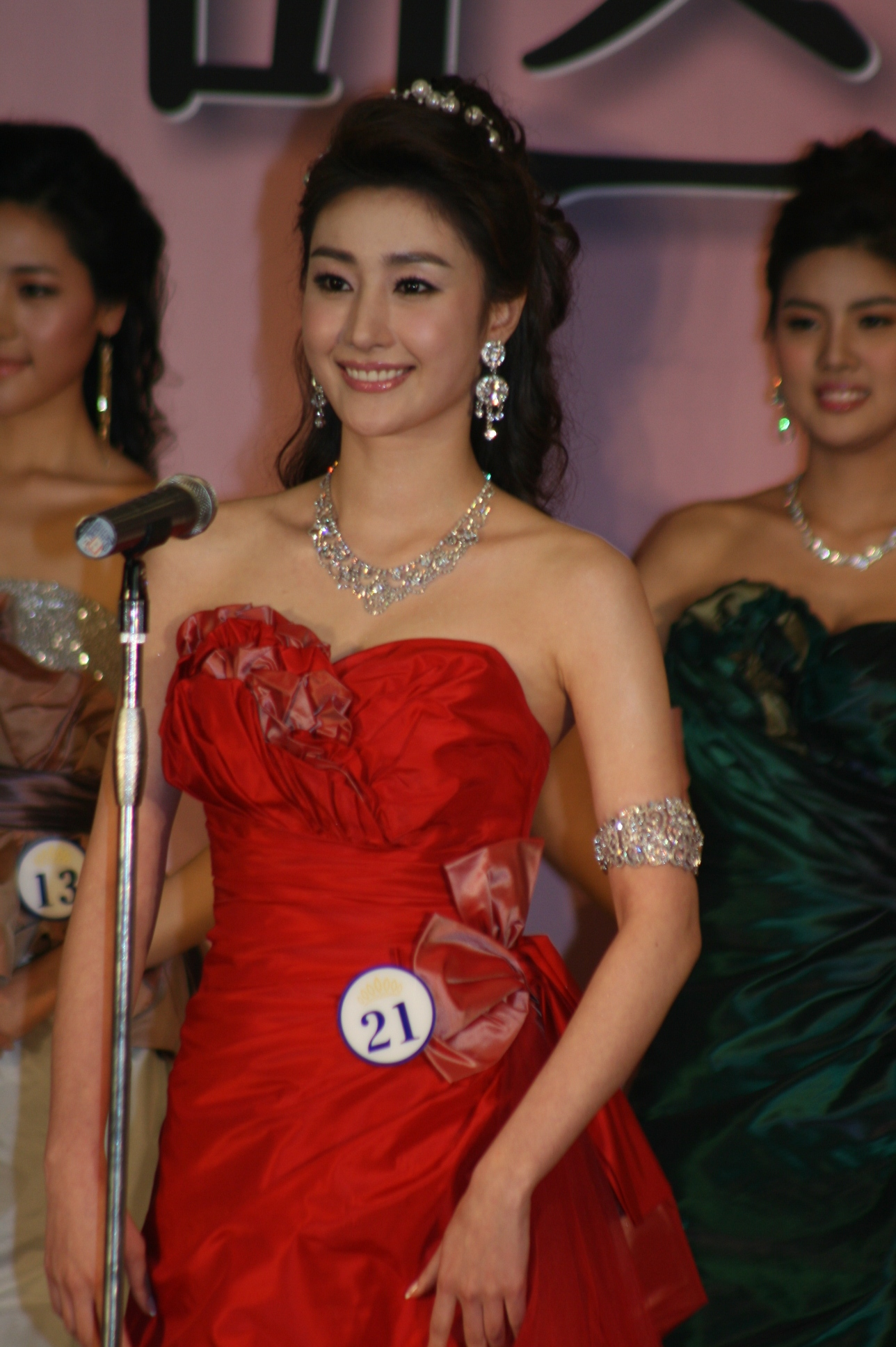
2007년 미스 서울 미 & 2009년 미스 서울 선 박시원, 2007년 미스코리아 후보 & 2009년 미스코리아 후보
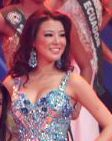
2007년 미스 서울 미 유지은, 2007년 미스코리아 미
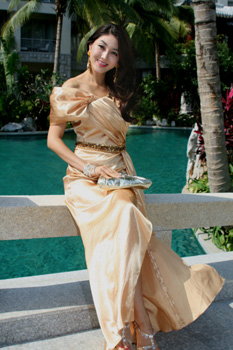
2007년 미스 서울 후보 조은주, 2007년 미스코리아 선
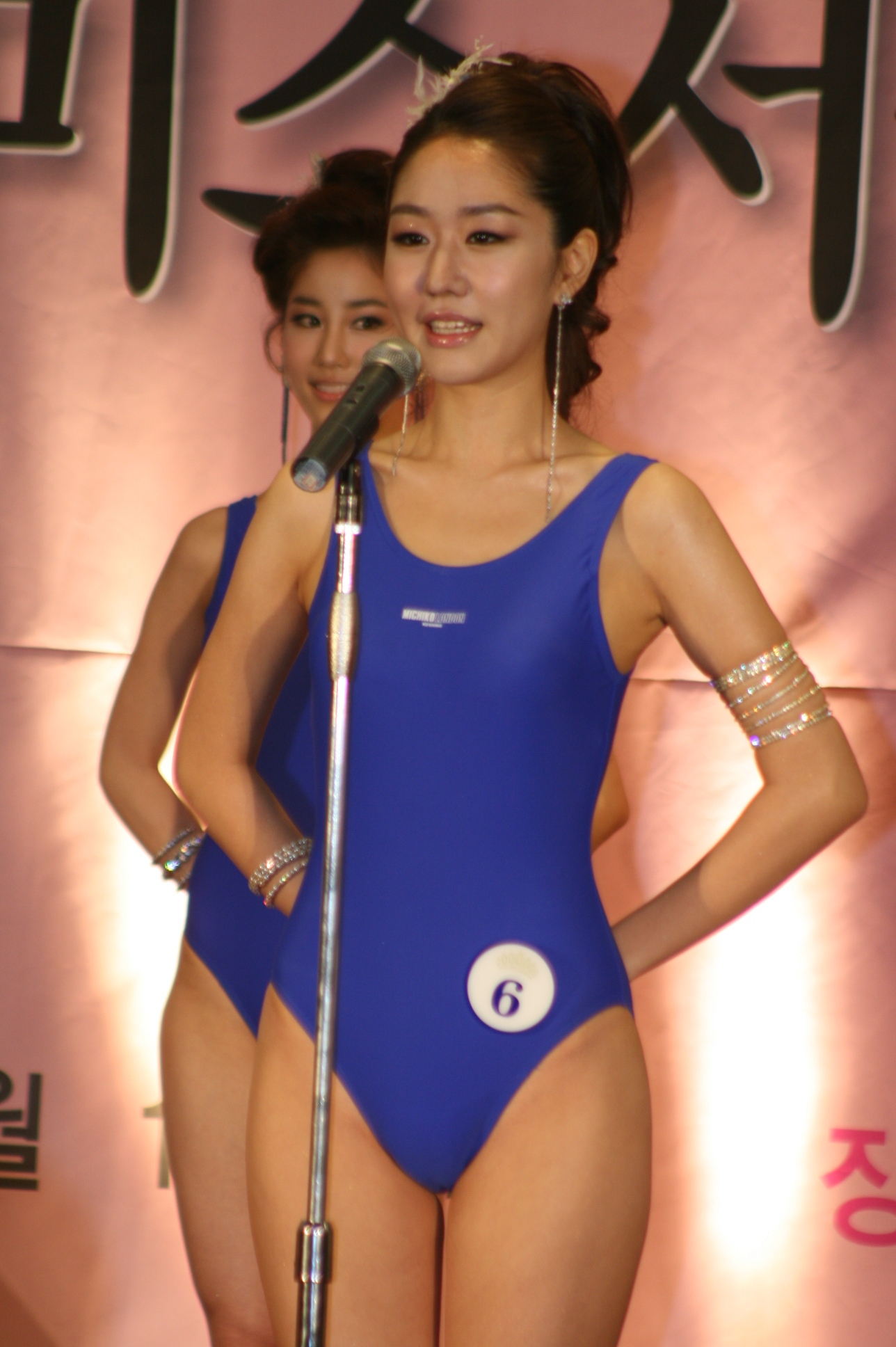
2007년 미스 서울 후보 & 2009년 미스 서울 후보 유리나
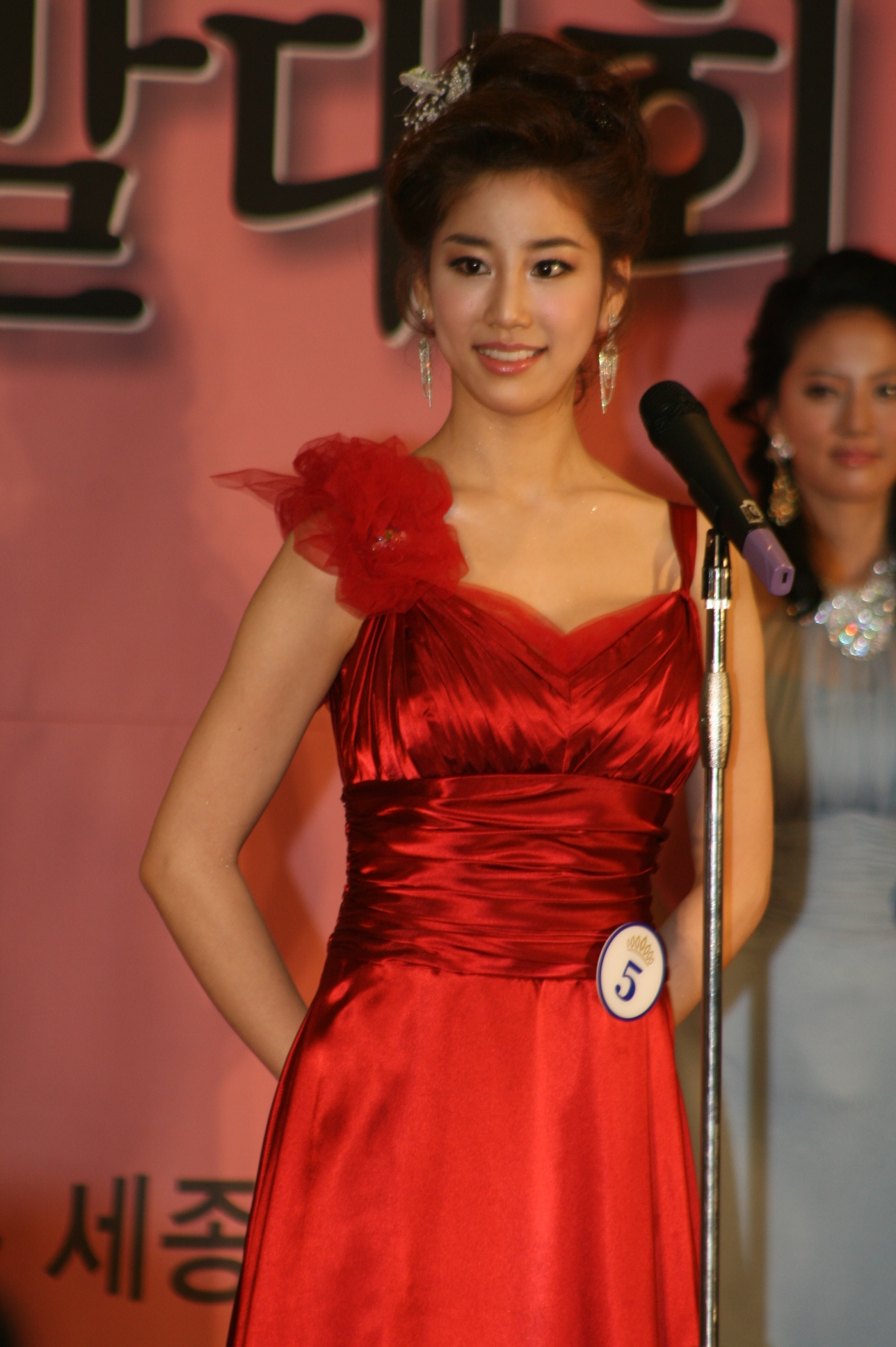
2009년 미스 서울 진 김주리, 2009년 미스코리아 진
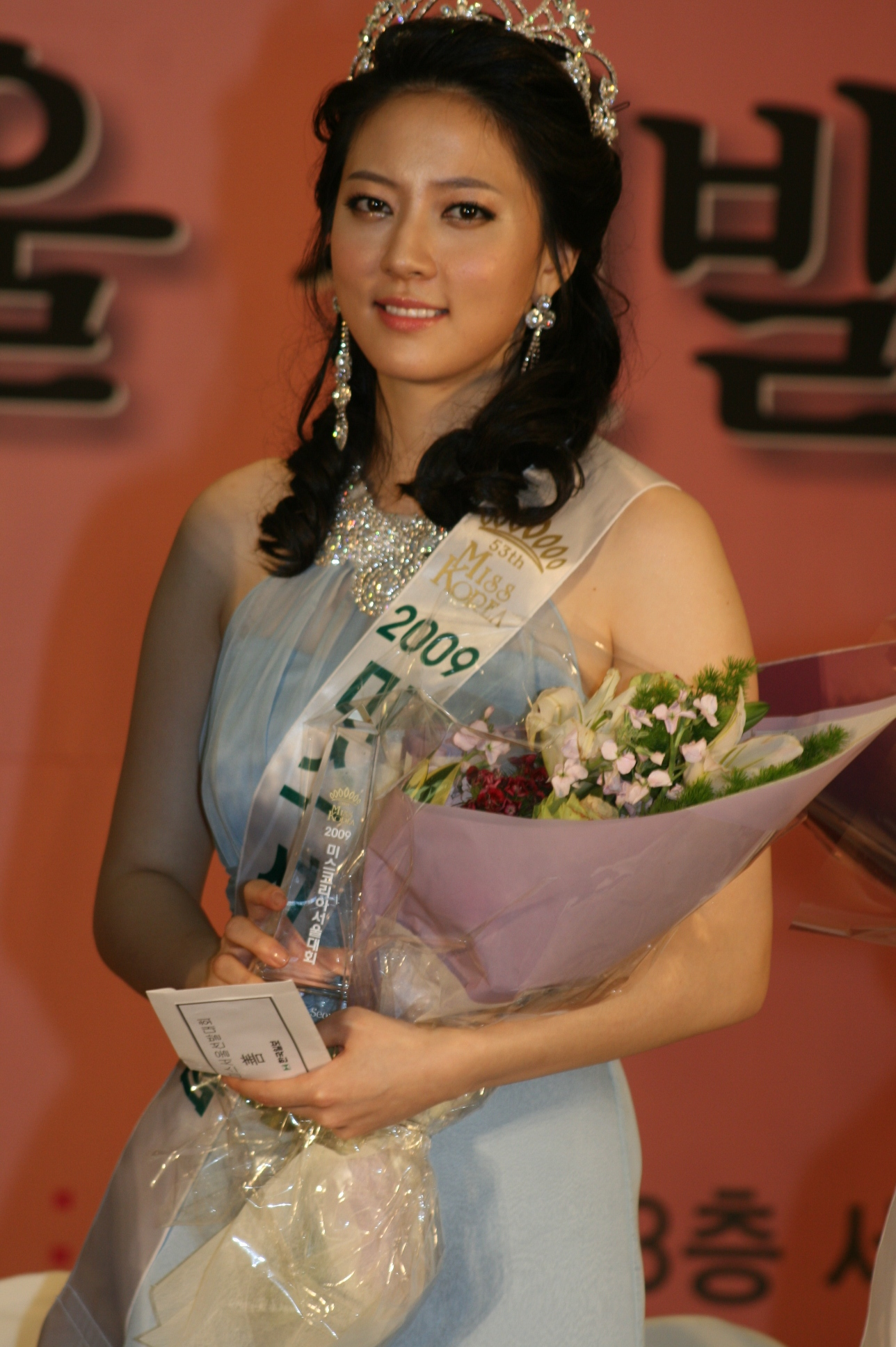
2009년 미스 서울 선 왕지윤(왕지혜), 2009년 미스코리아 후보
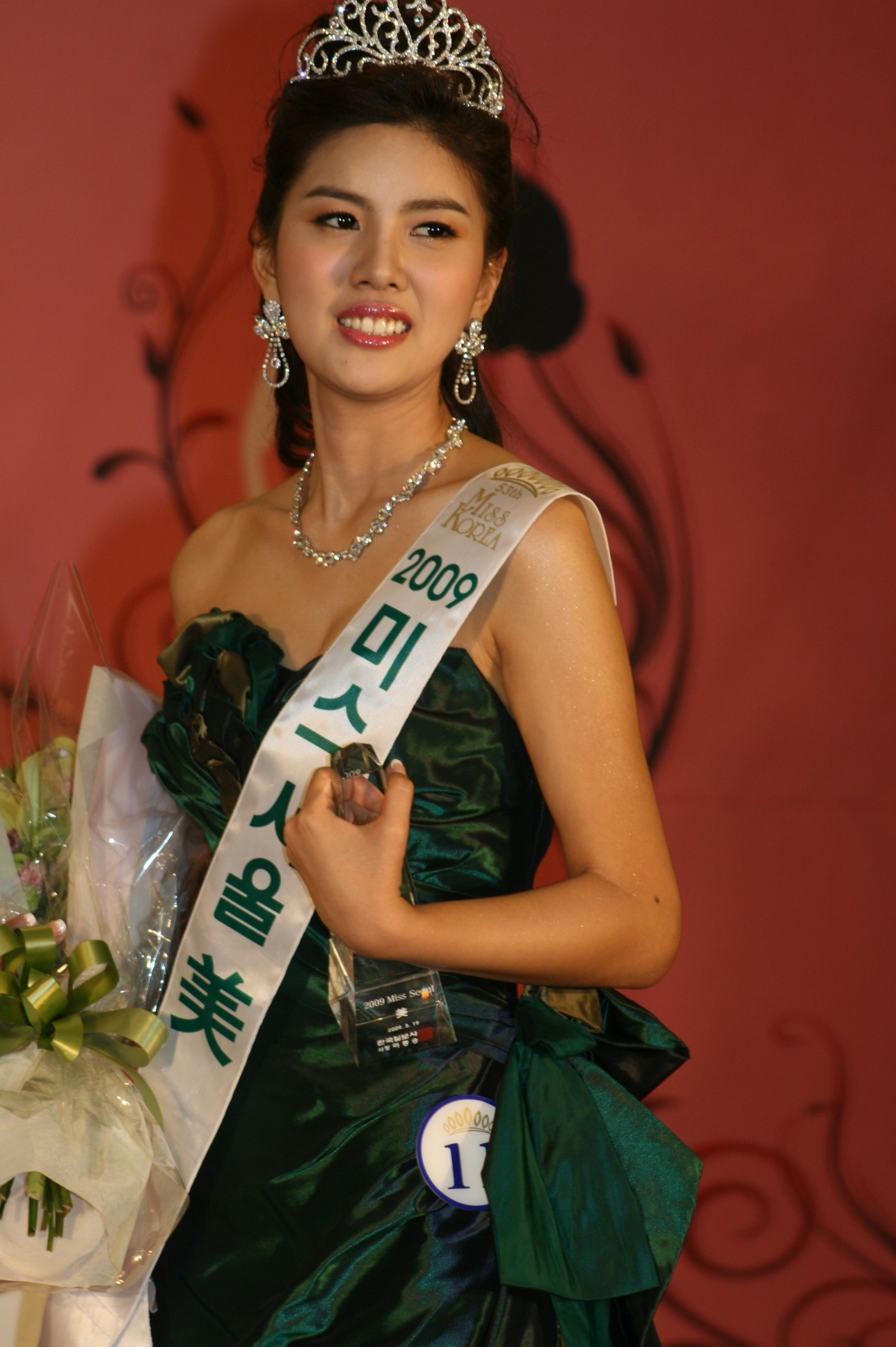
2009년 미스 서울 미 김은수, 2009년 미스코리아 후보
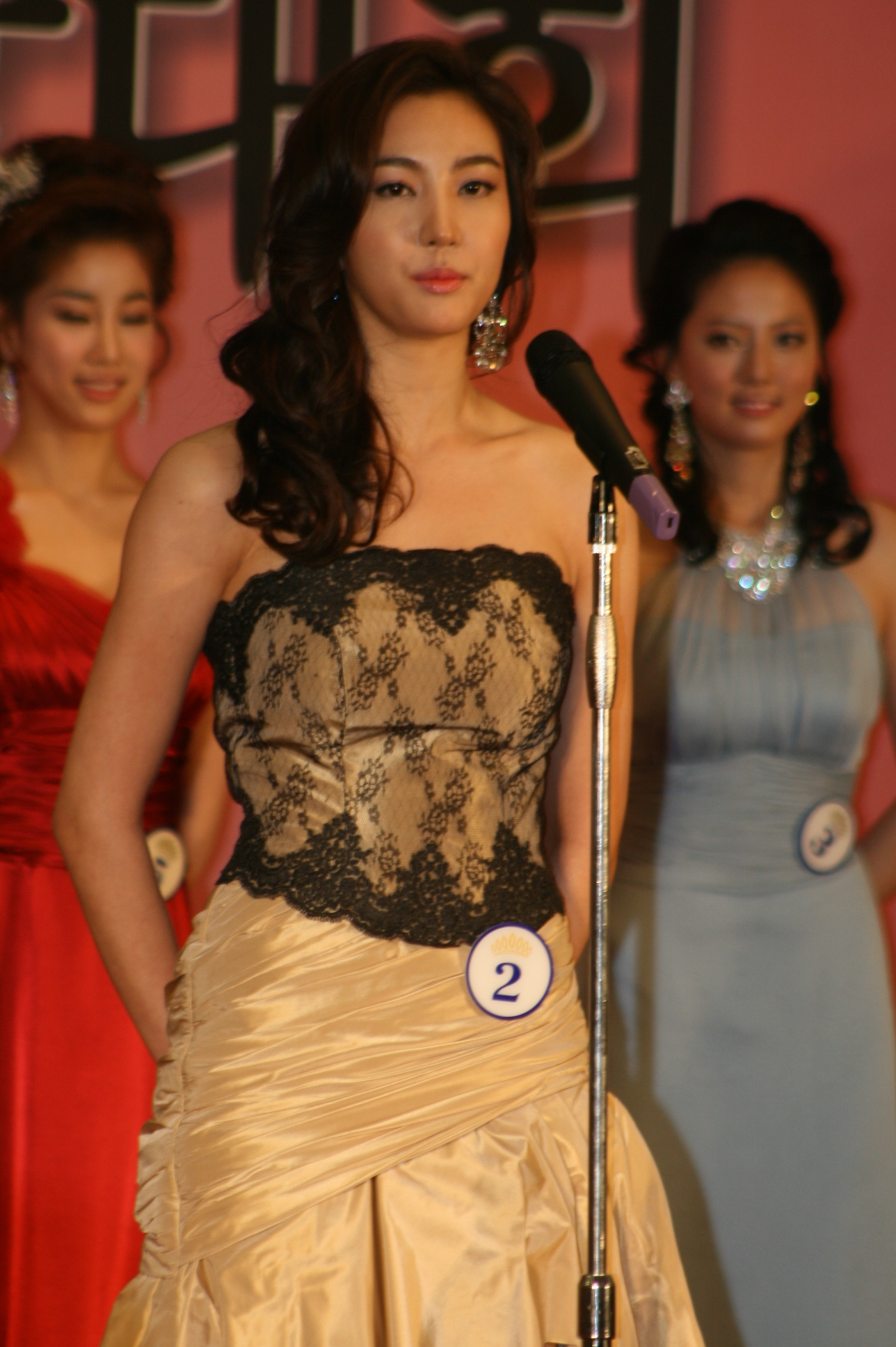
2009년 미스 서울 미 박예주, 2009년 미스코리아 미
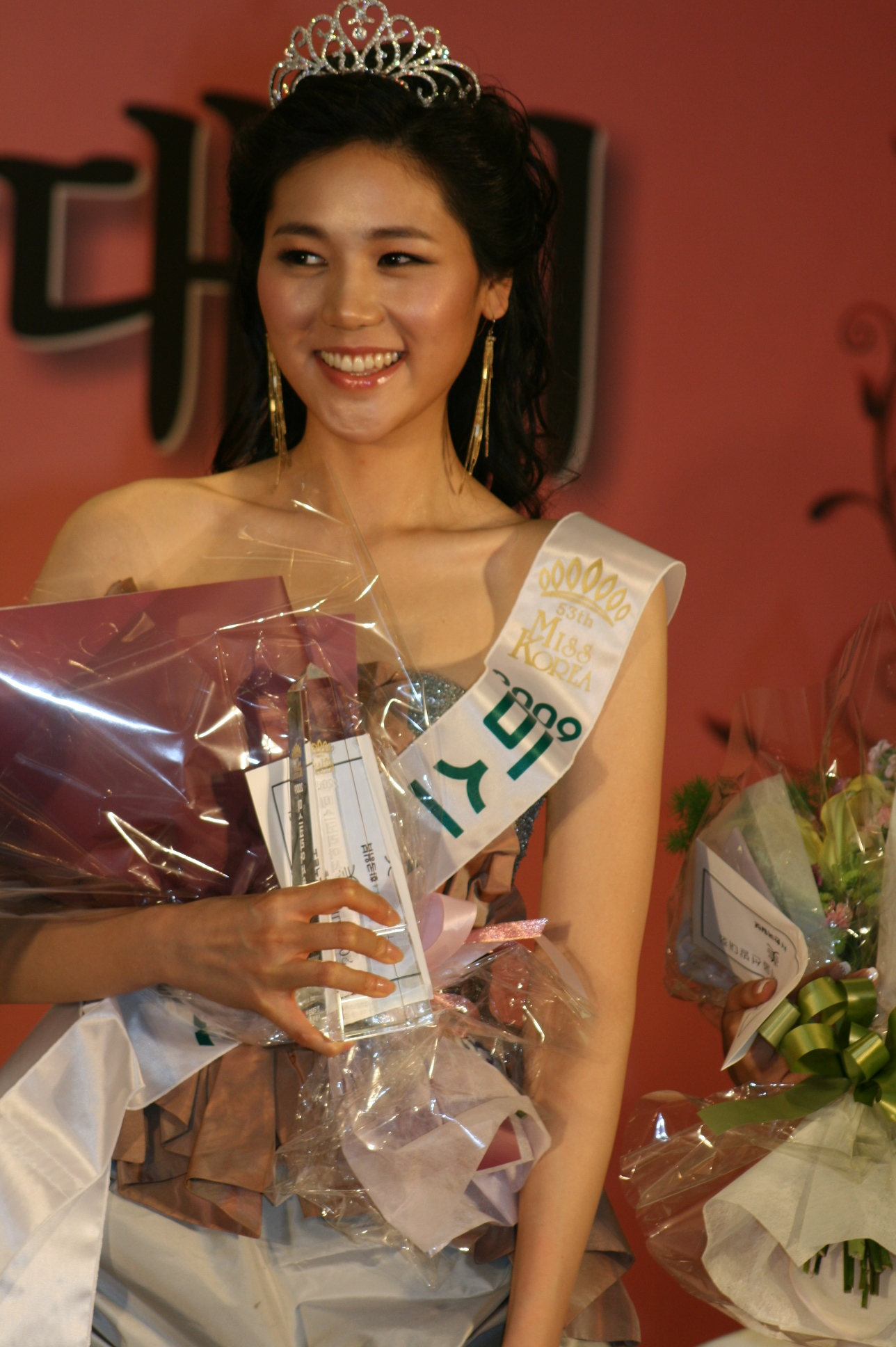
2009년 미스 서울 미 이윤경, 2009년 미스코리아 후보
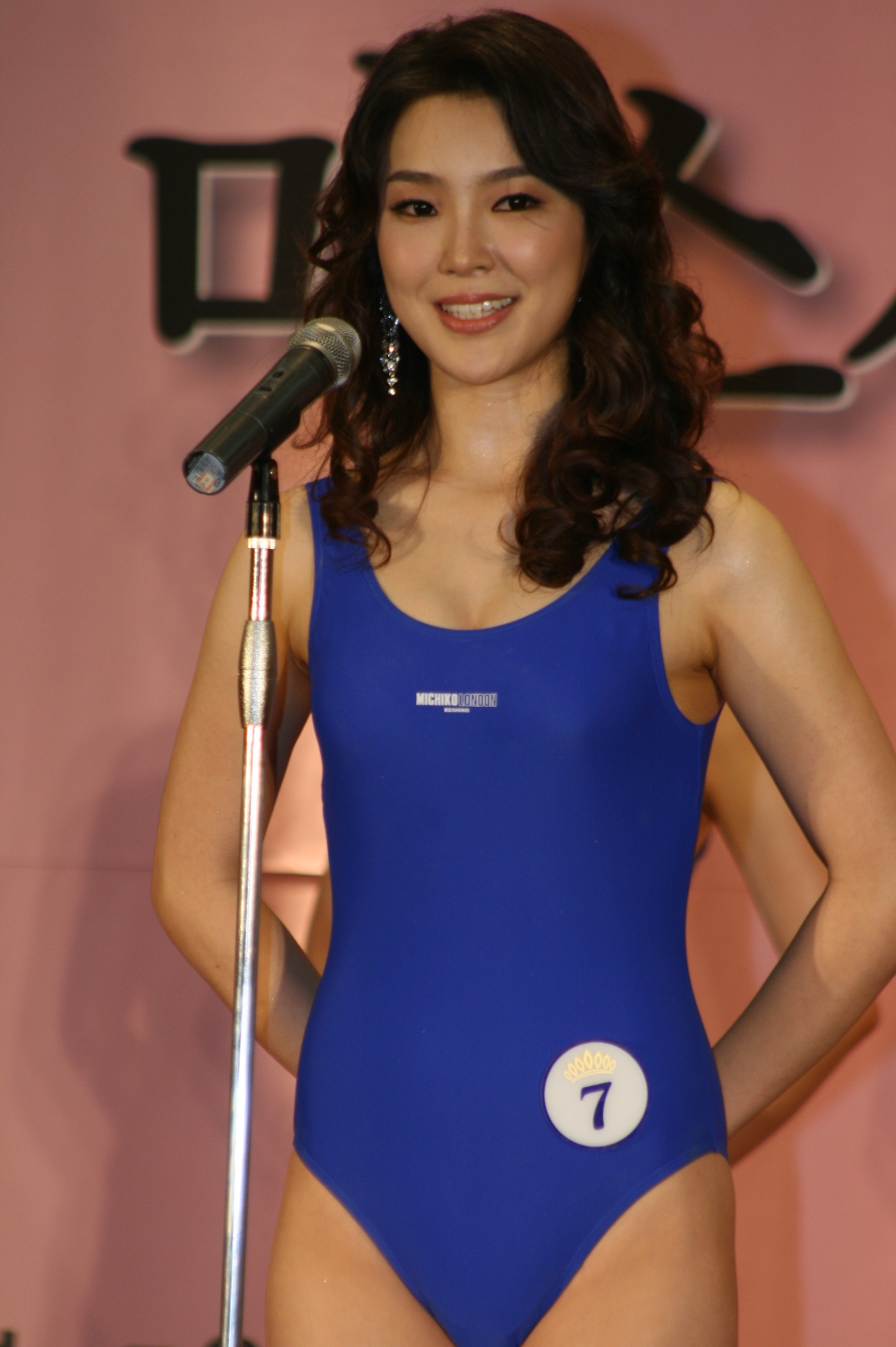
2009년 미스 서울 후보 7번
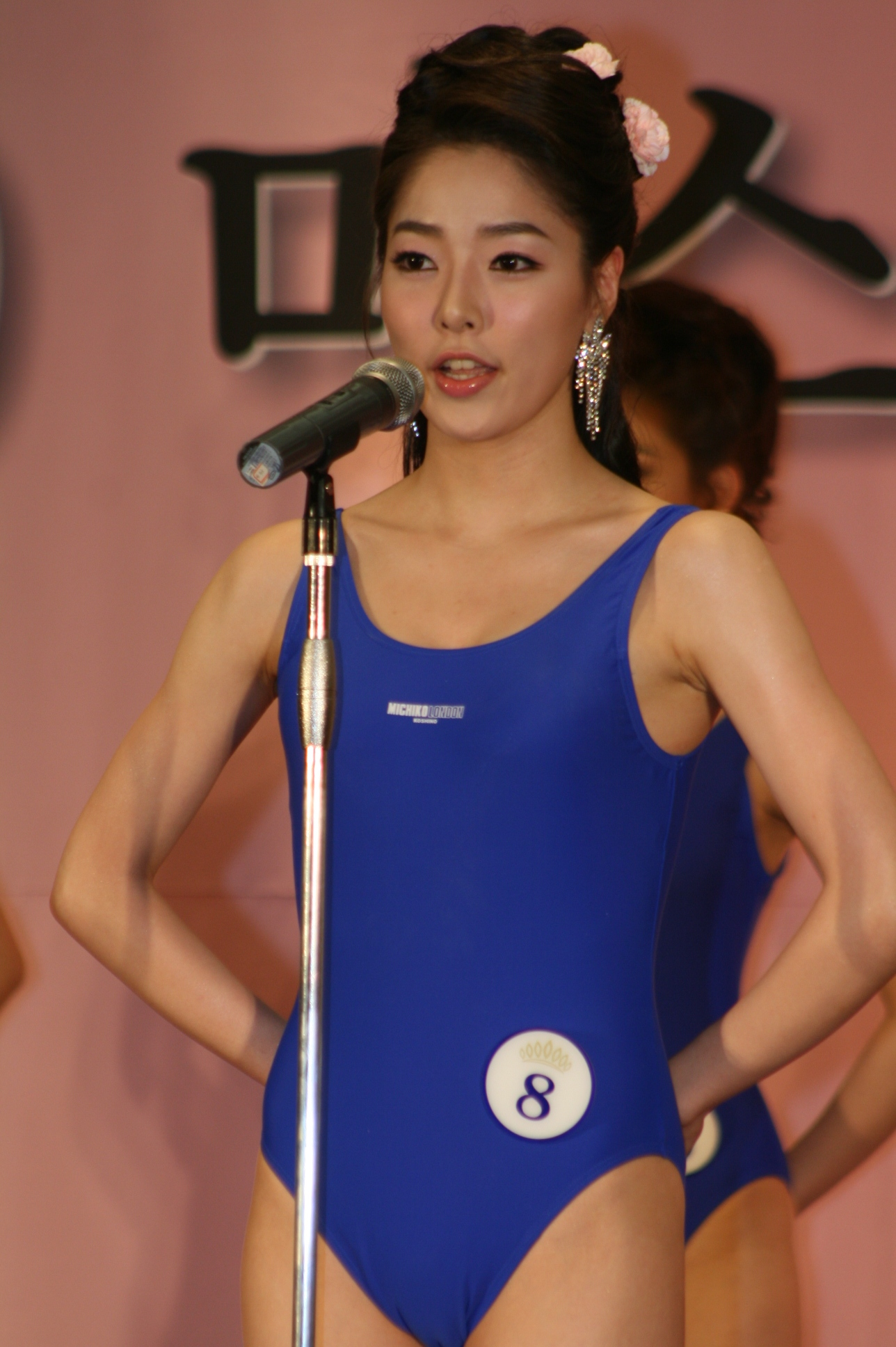
2009년 미스 서울 후보 8번
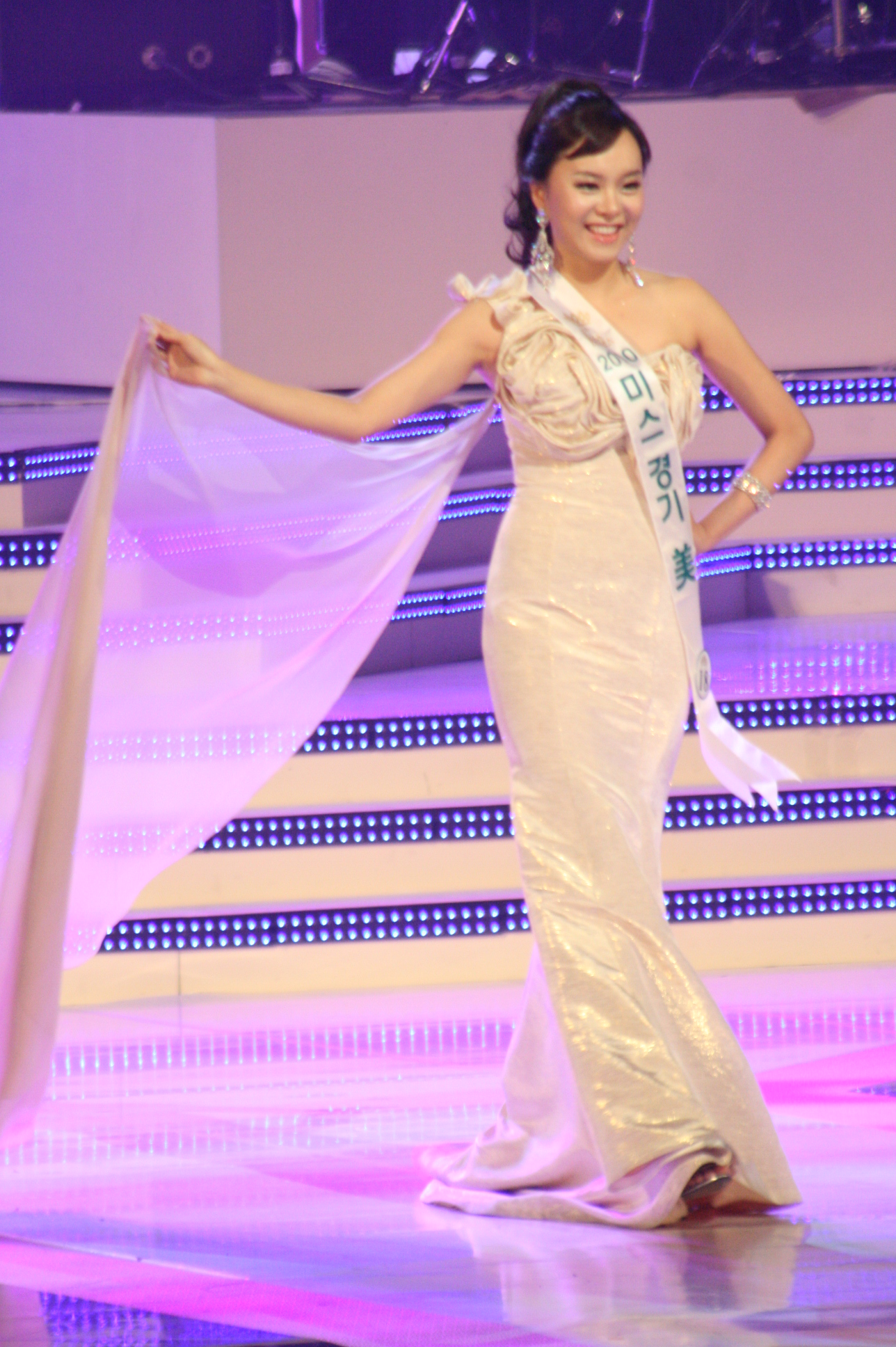
2009년 미스 서울 후보 배소윤
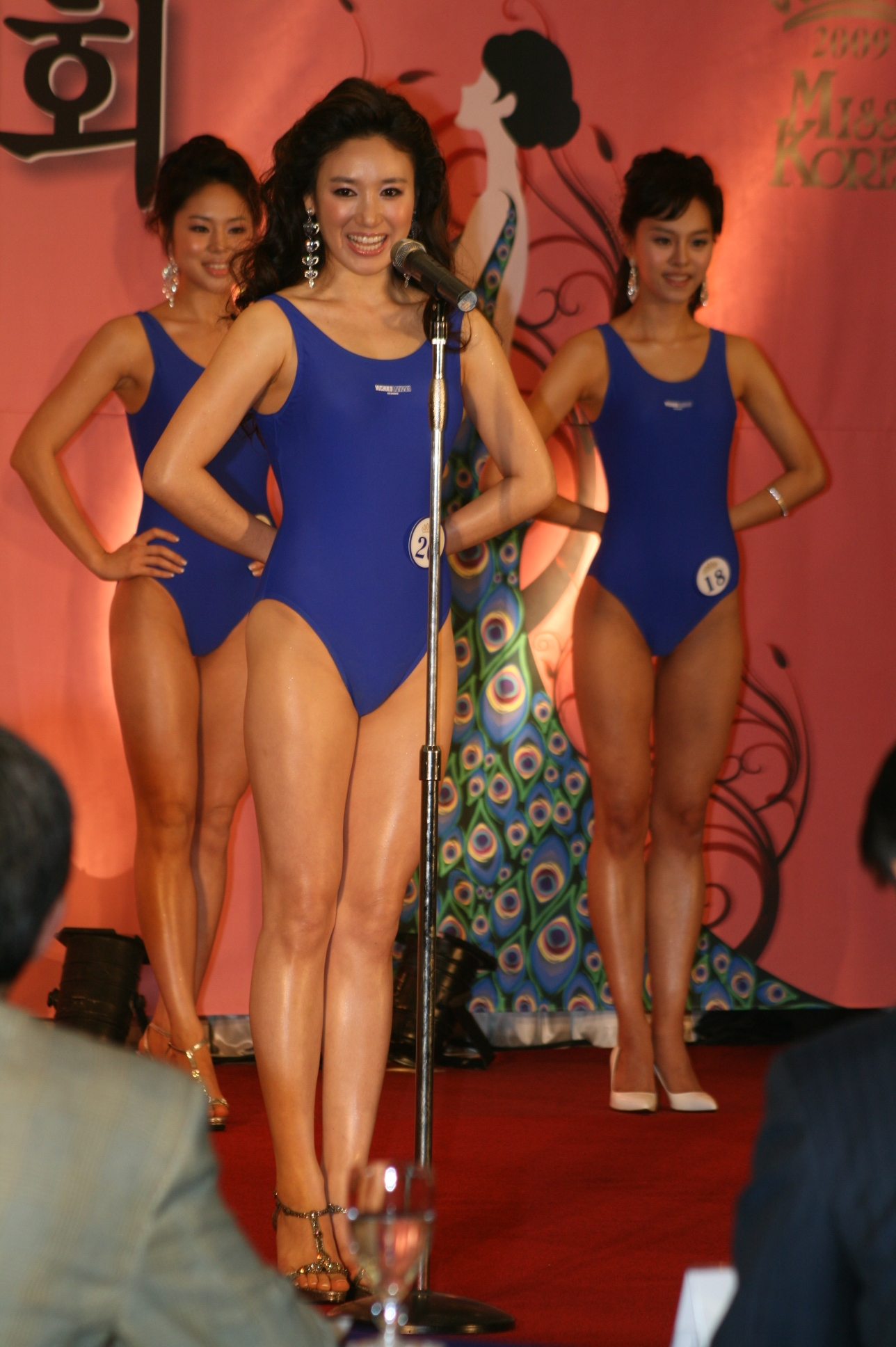
2009년 미스 서울 후보 20번
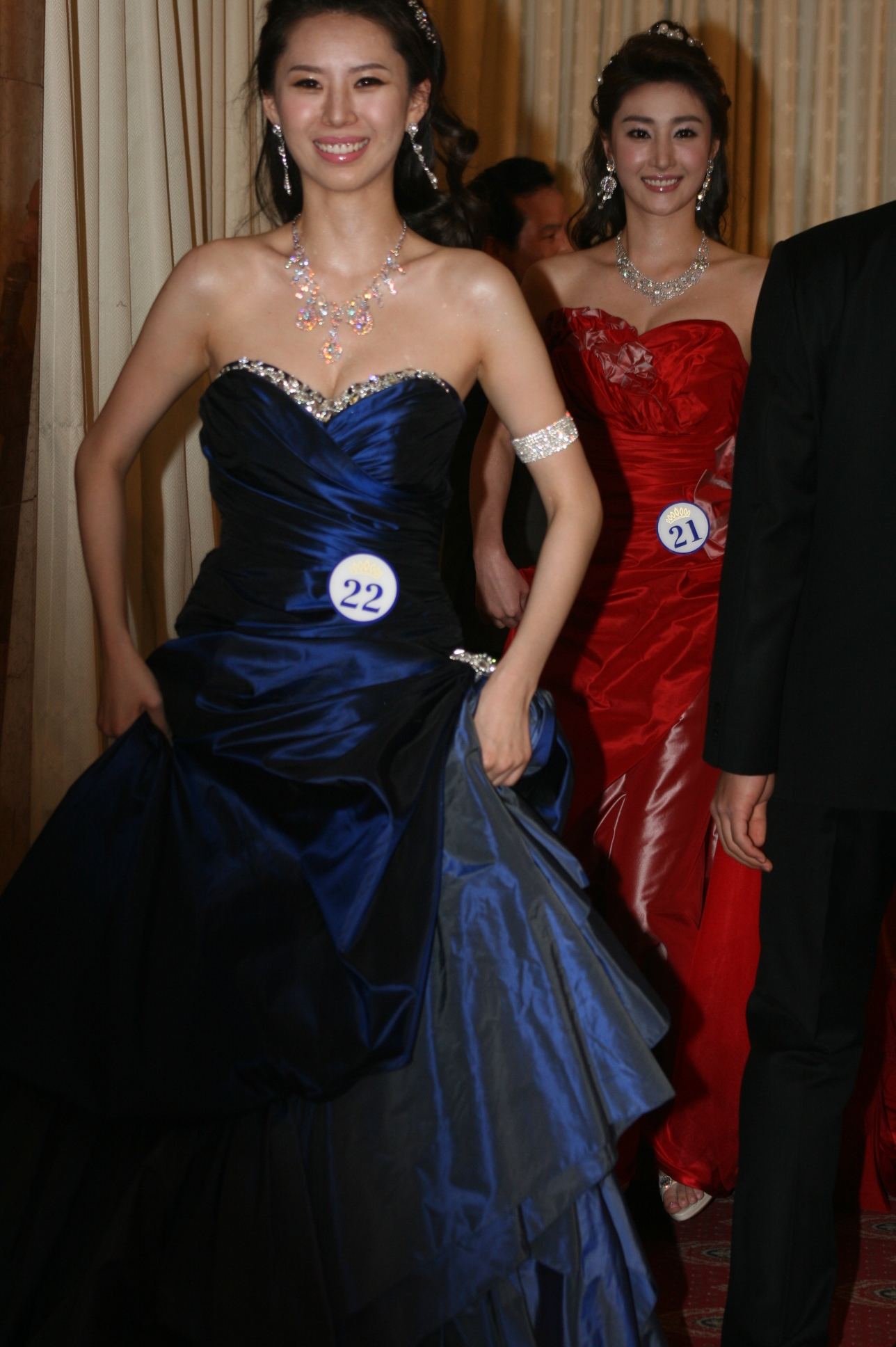
2009년 미스 서울 후보 & 2010년 미스 서울 후보 윤지오(윤애영)
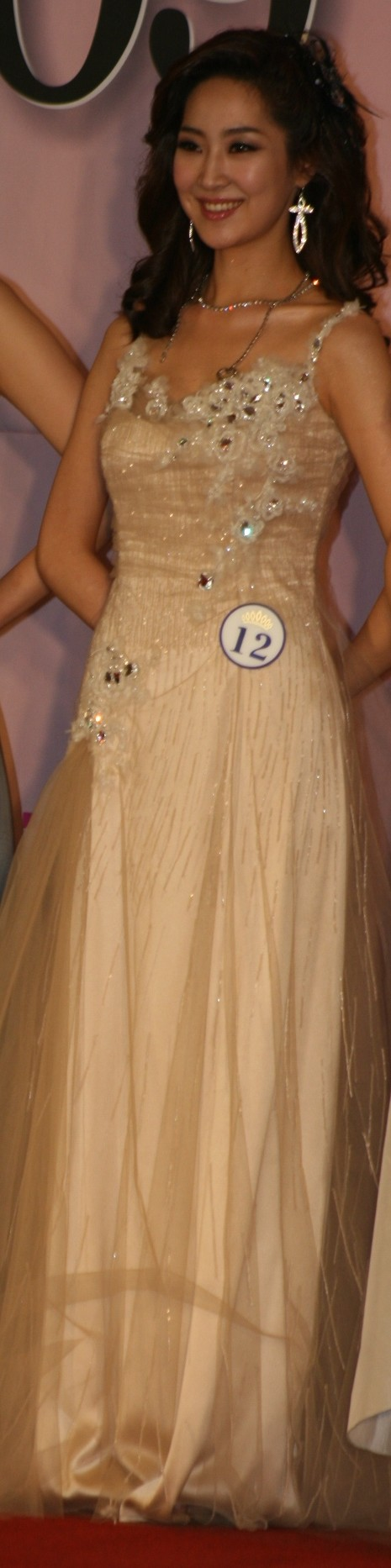
2009년 미스 서울 후보 & 2010년 미스 서울 탤런트상 양예승
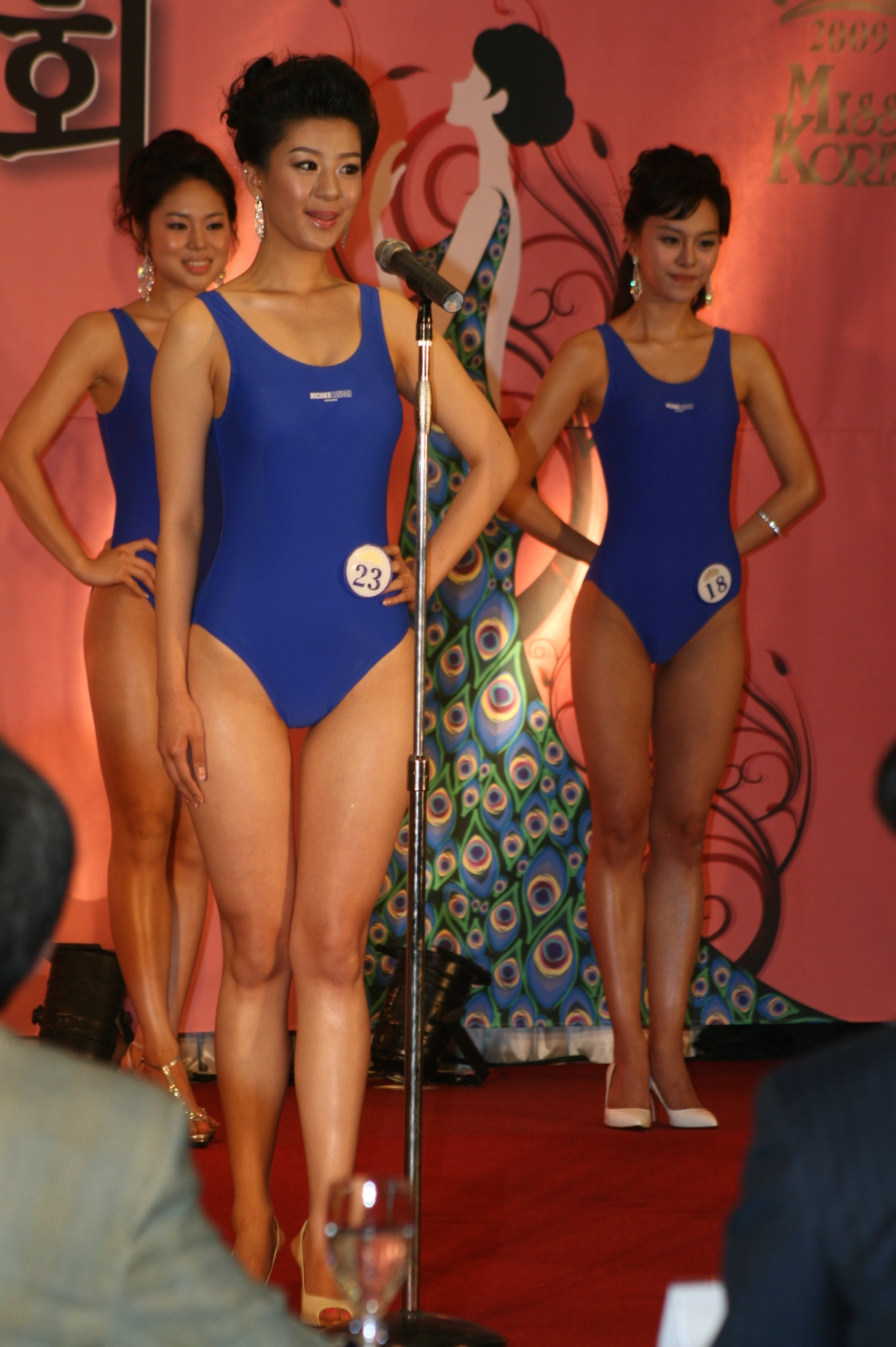
2009년 미스 서울 후보 23번
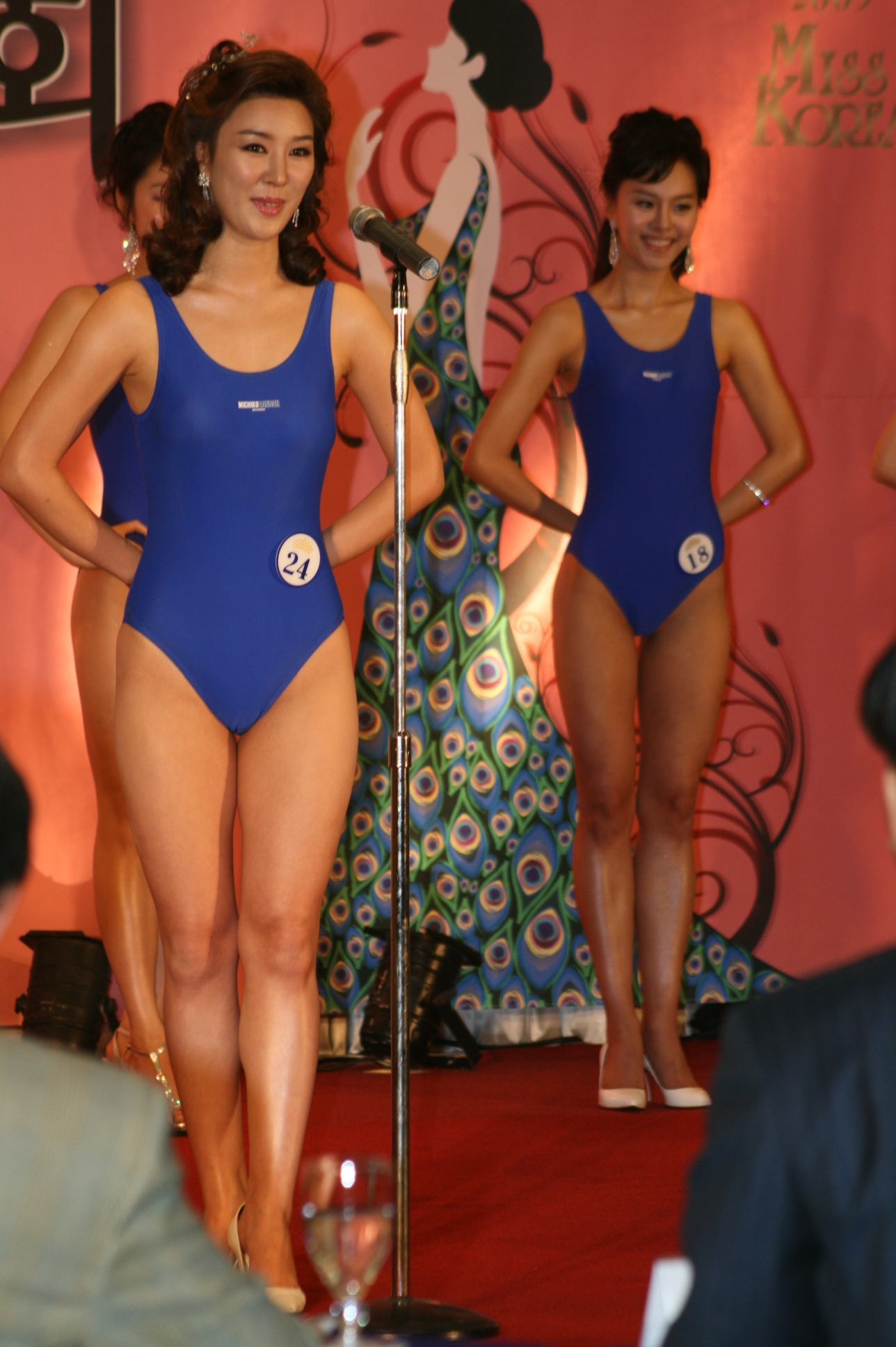
2009년 미스 서울 후보 24번
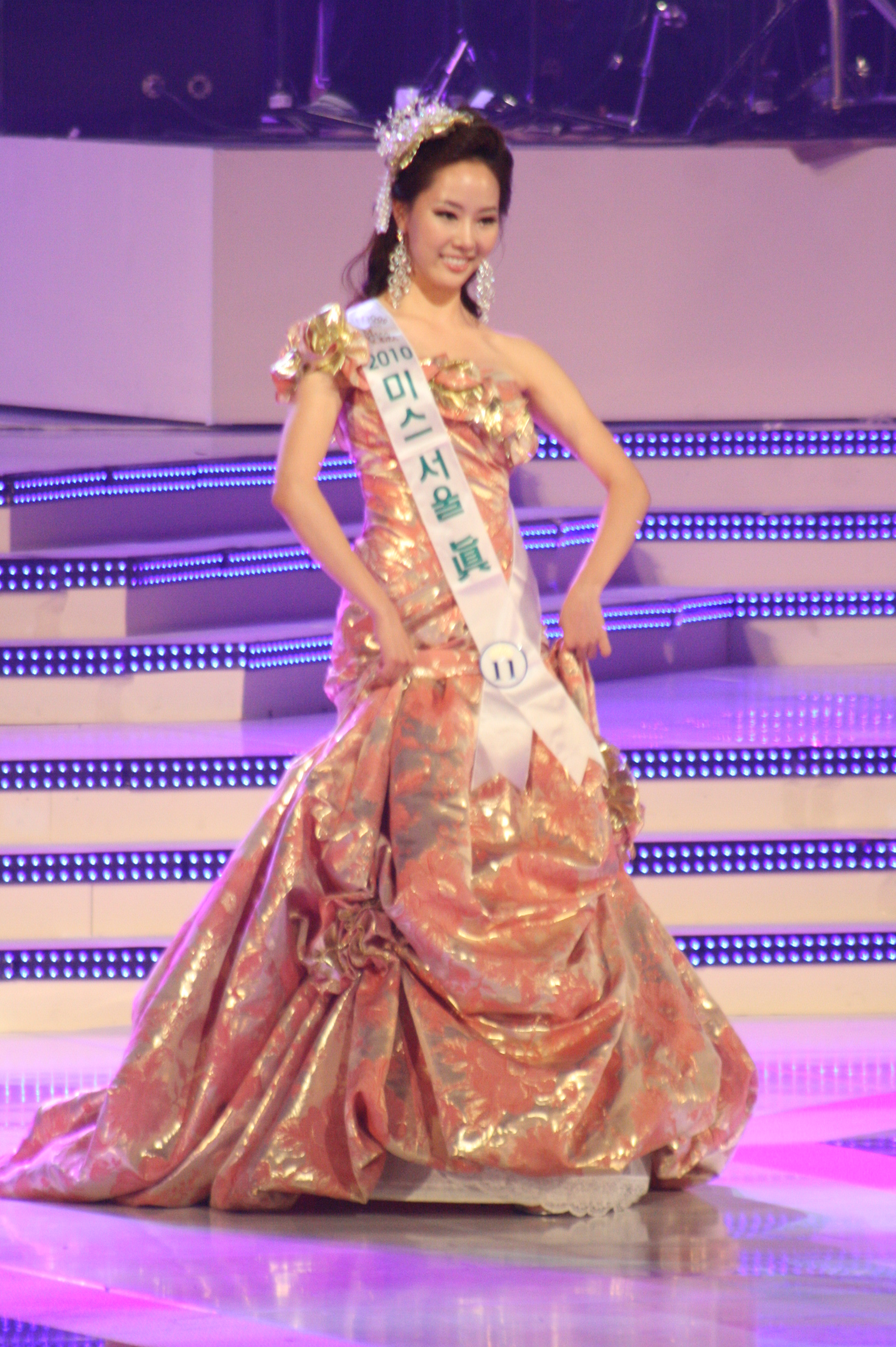
2010년 미스 서울 진 전주원, 2010년 미스코리아 후보
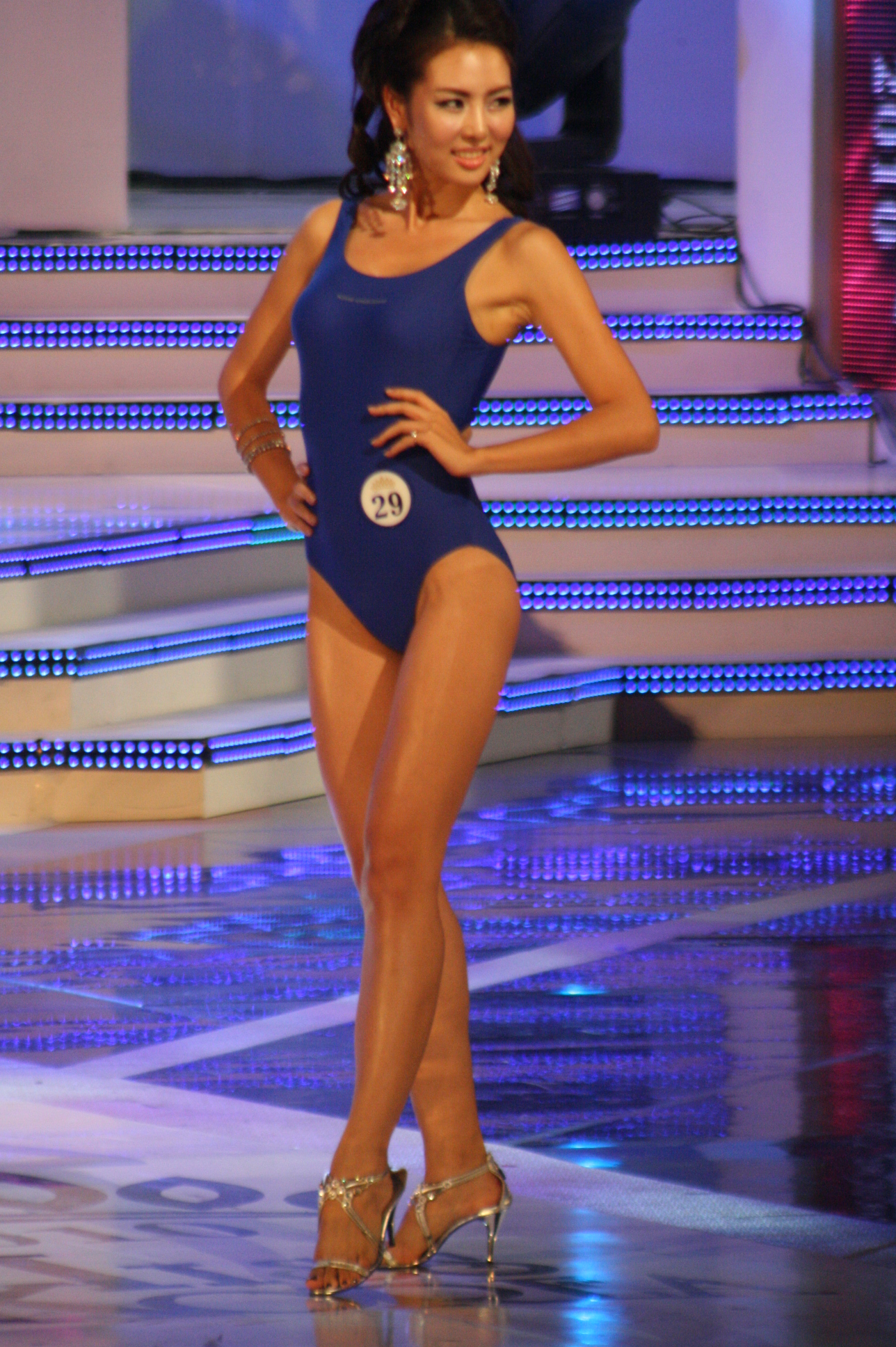
2010년 미스 서울 선 장윤진, 2010년 미스코리아 선
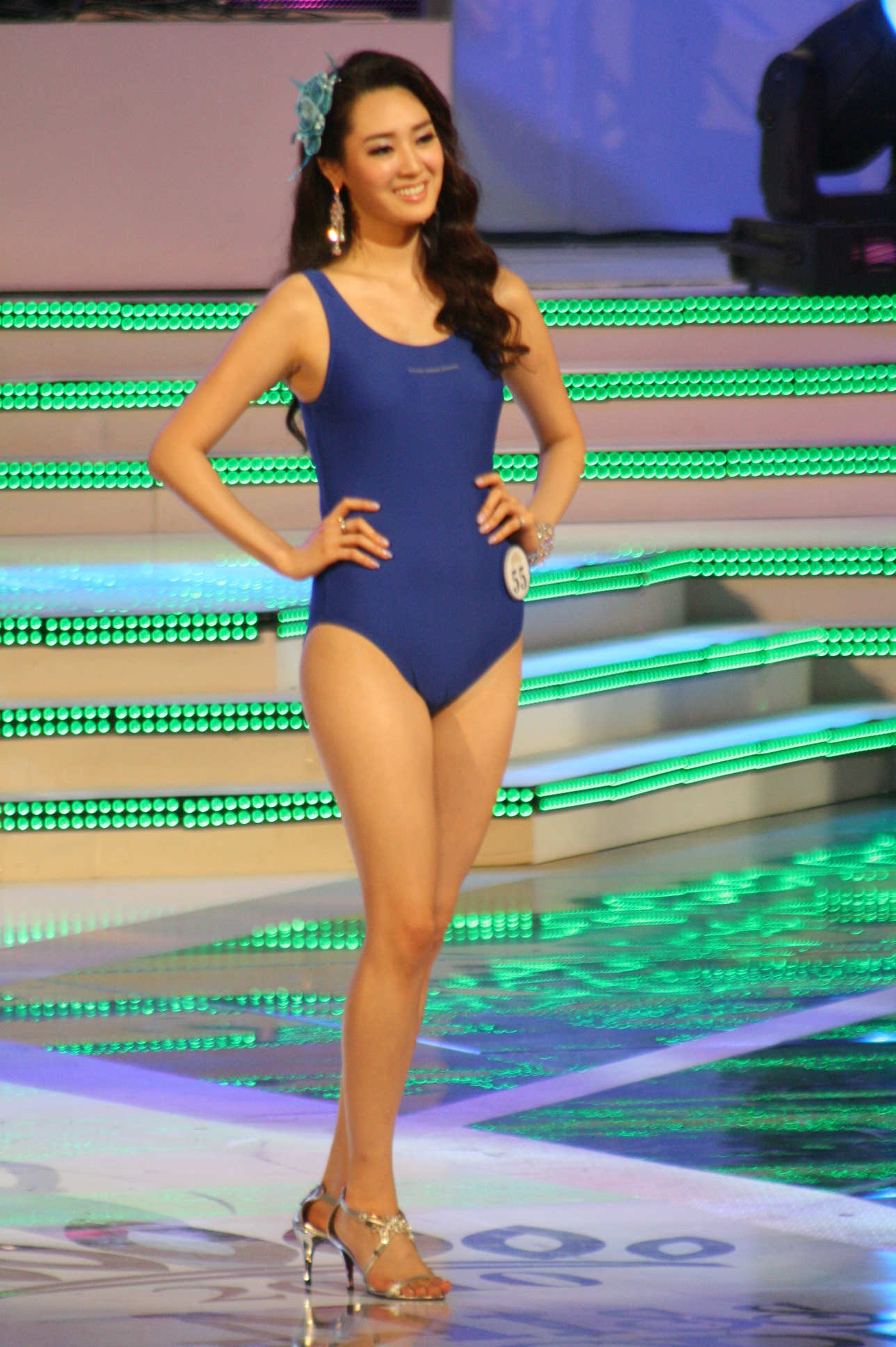
2010년 미스 서울 선 정소라, 2010년 미스코리아 진
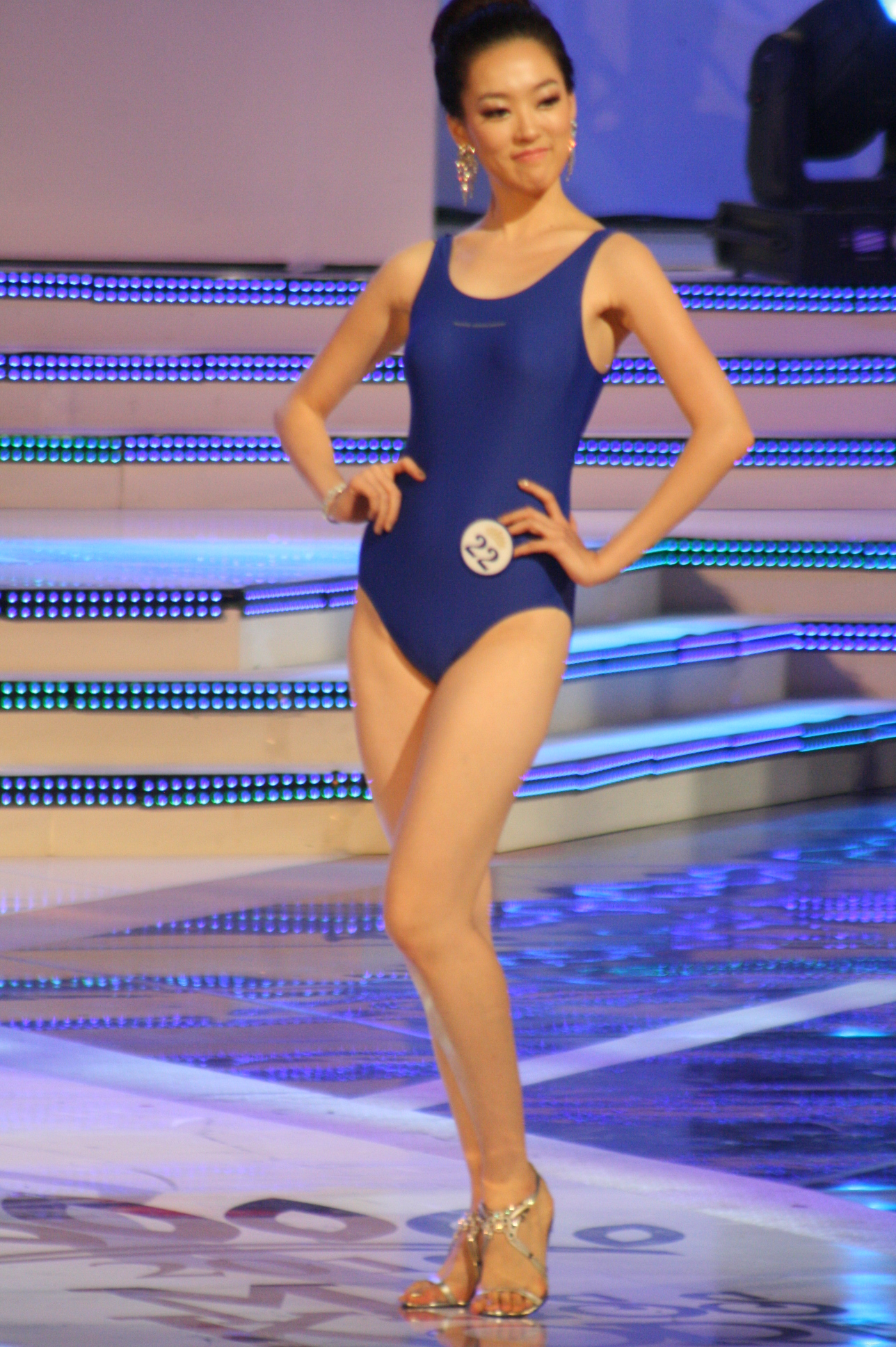
2010년 미스 서울 미 하현정, 2010년 미스코리아 미
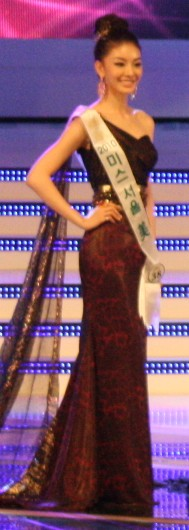
2010년 미스 서울 미 박미소, 2010년 미스코리아 후보
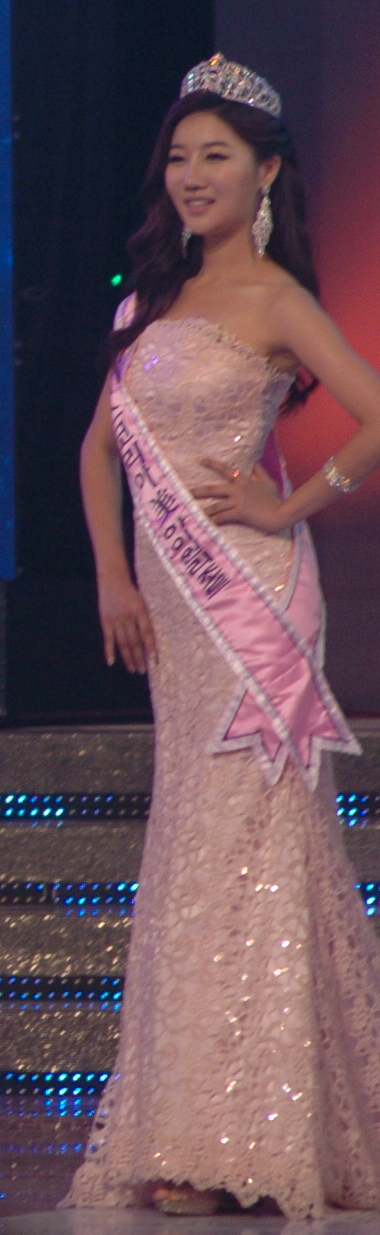
2010년 미스 서울 후보 & 2011년 미스 서울 선 공평희, 2011년 미스코리아 미
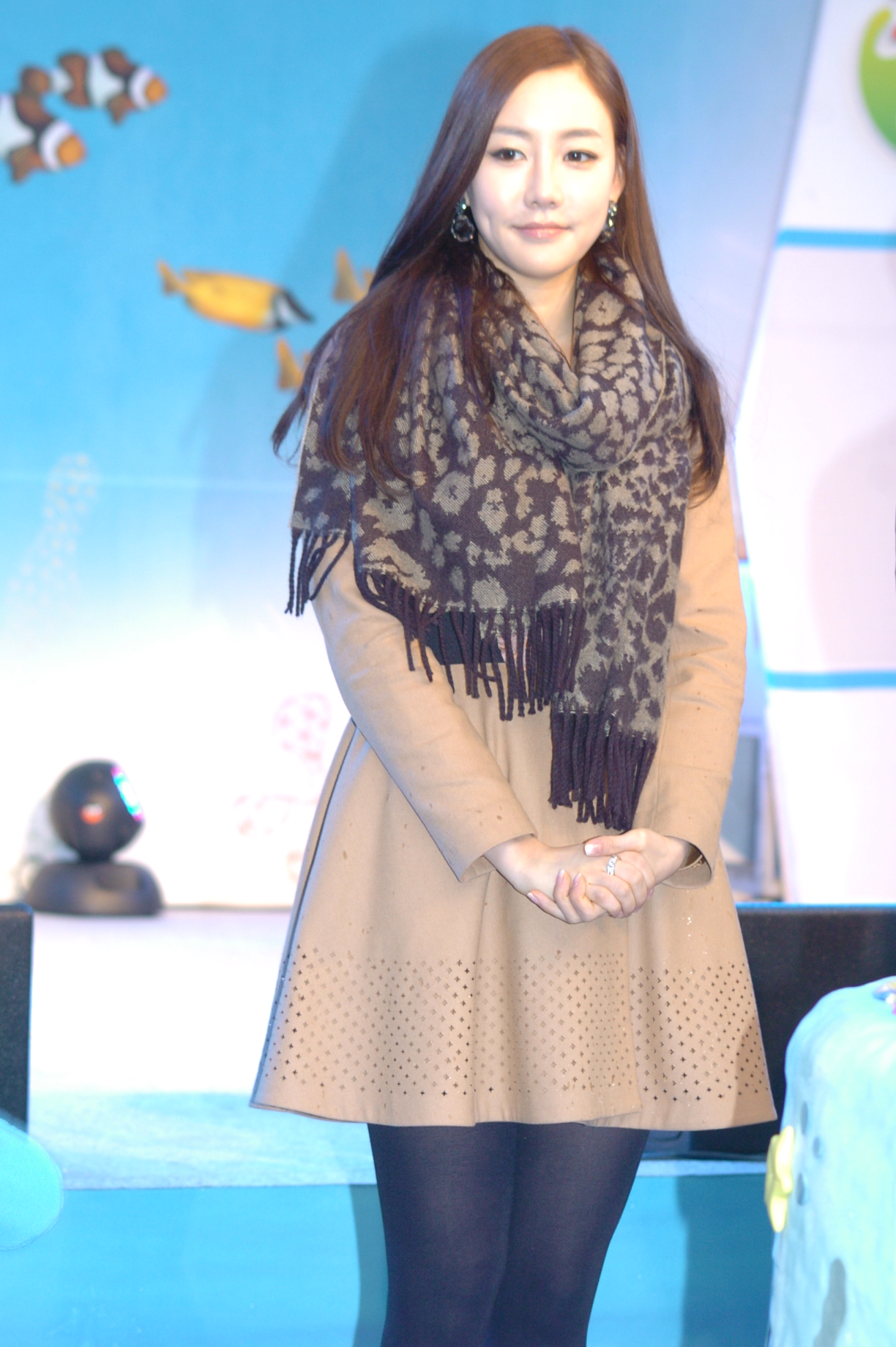
2011년 미스 서울 진 이성혜, 2011년 미스코리아 진
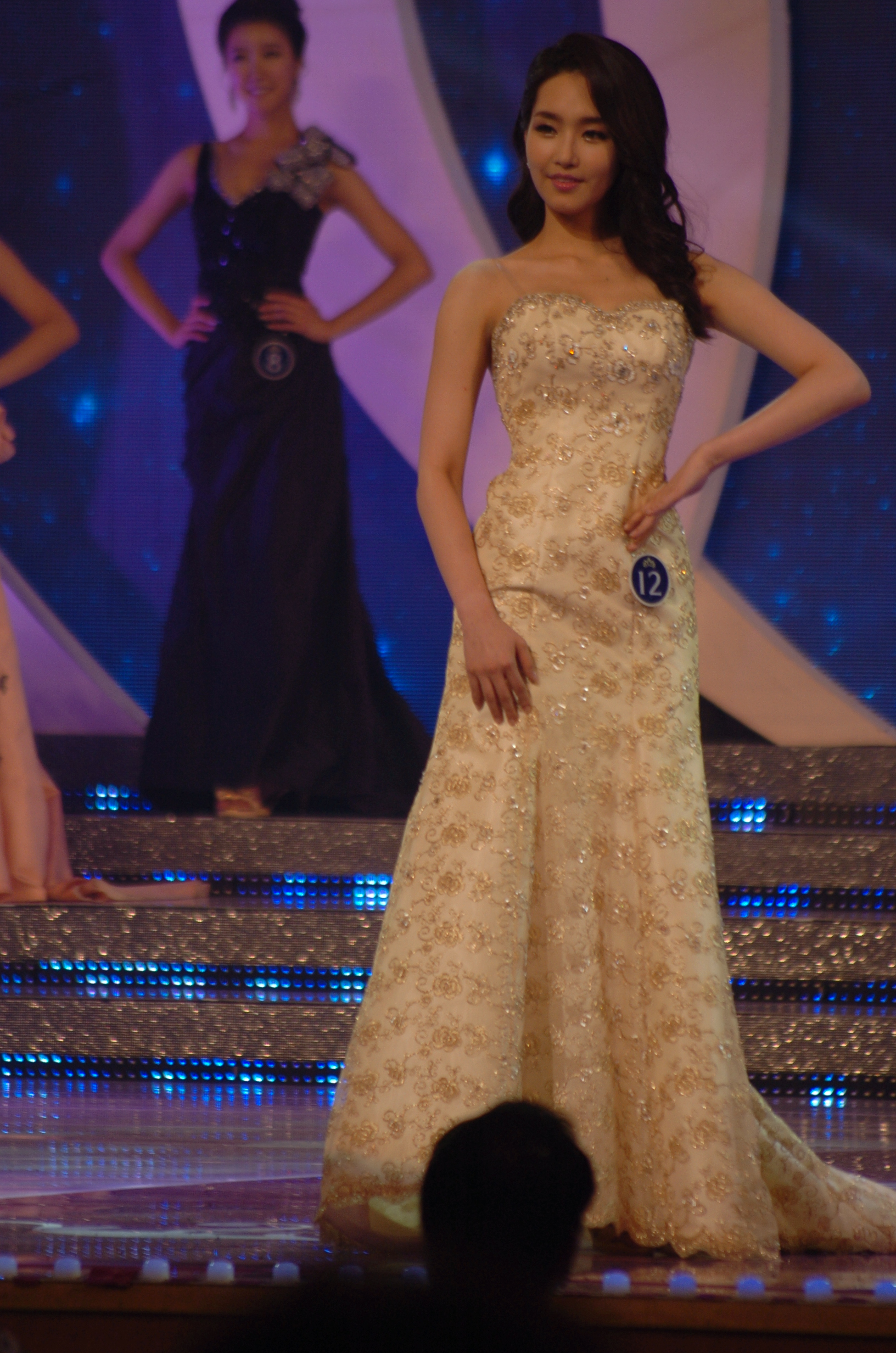
2012년 미스 서울 진 김유미, 2012년 미스코리아 진
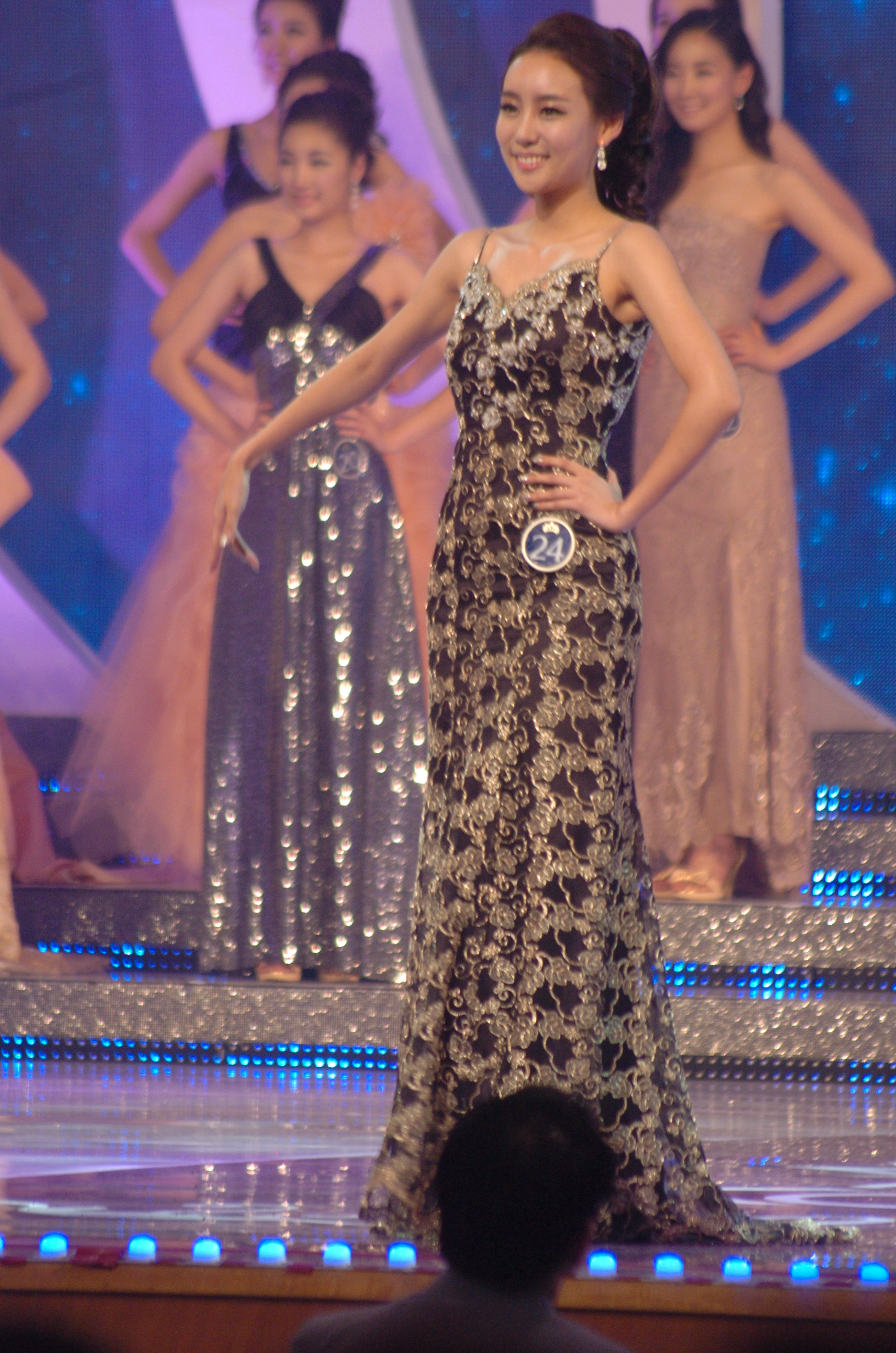
2012년 미스 서울 선 박지영, 2012년 미스코리아 후보
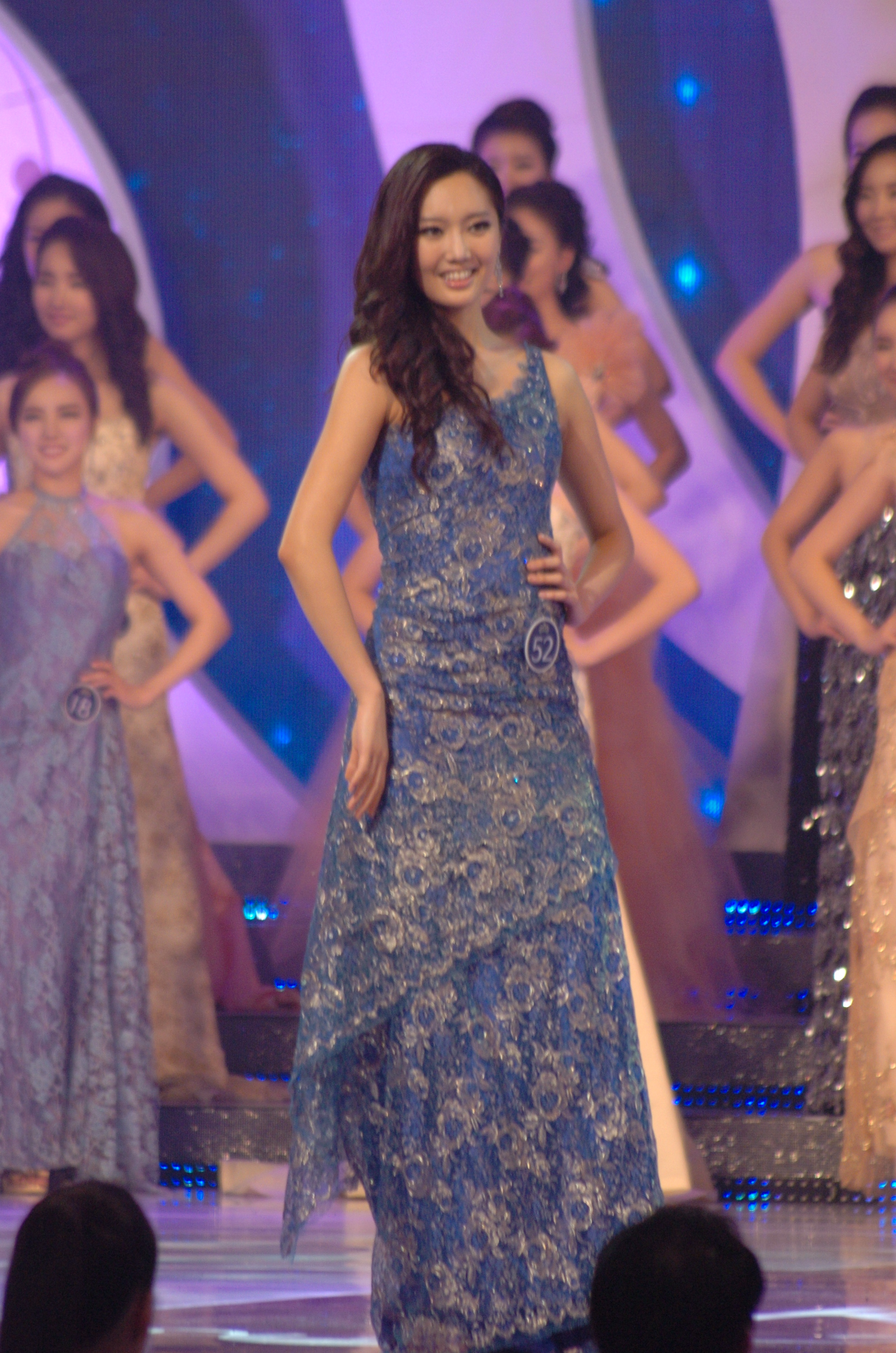
2012년 미스 서울 선 김사라, 2012년 미스코리아 선
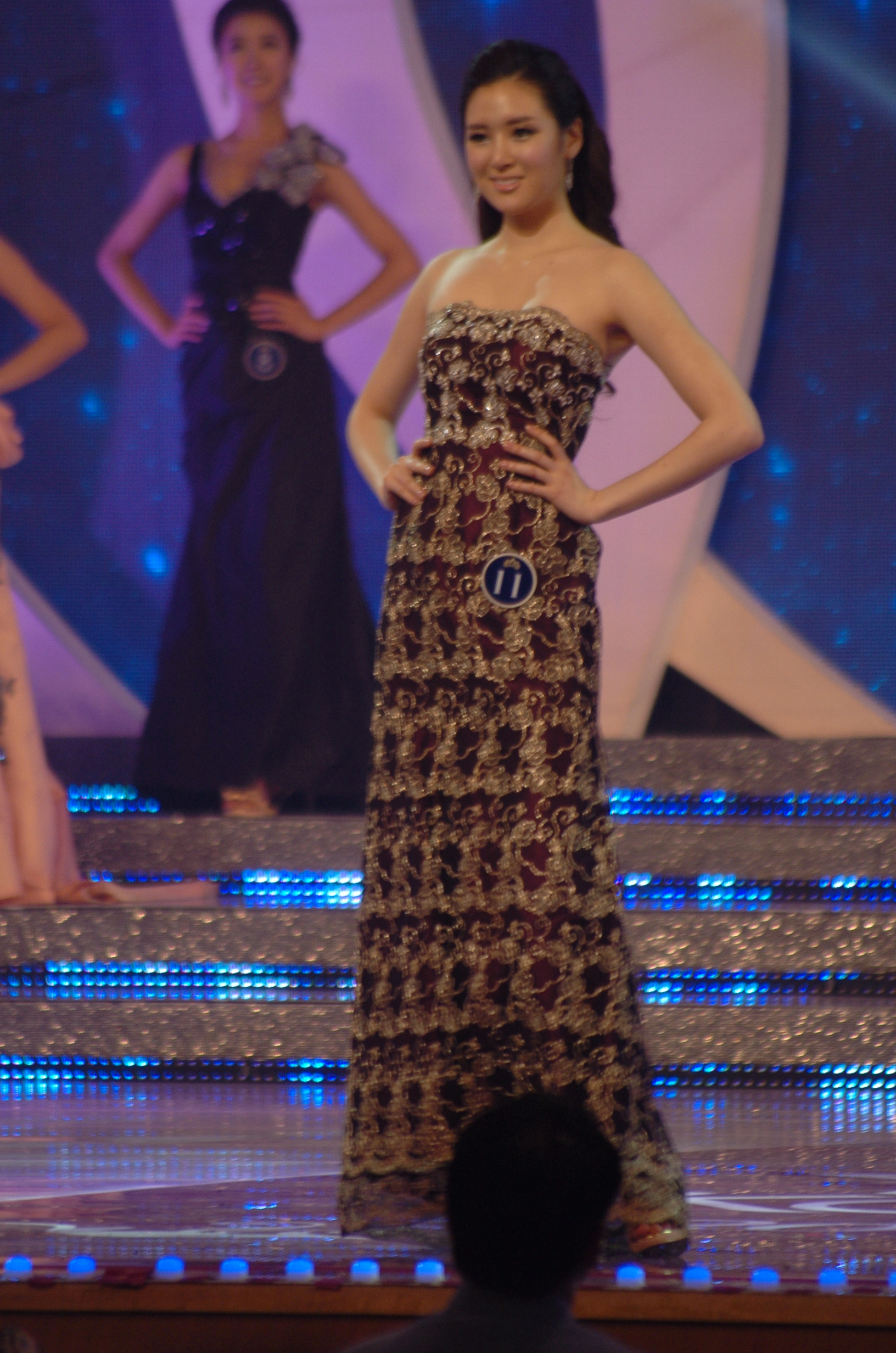
2012년 미스 서울 미 정유리, 2012년 미스코리아 후보
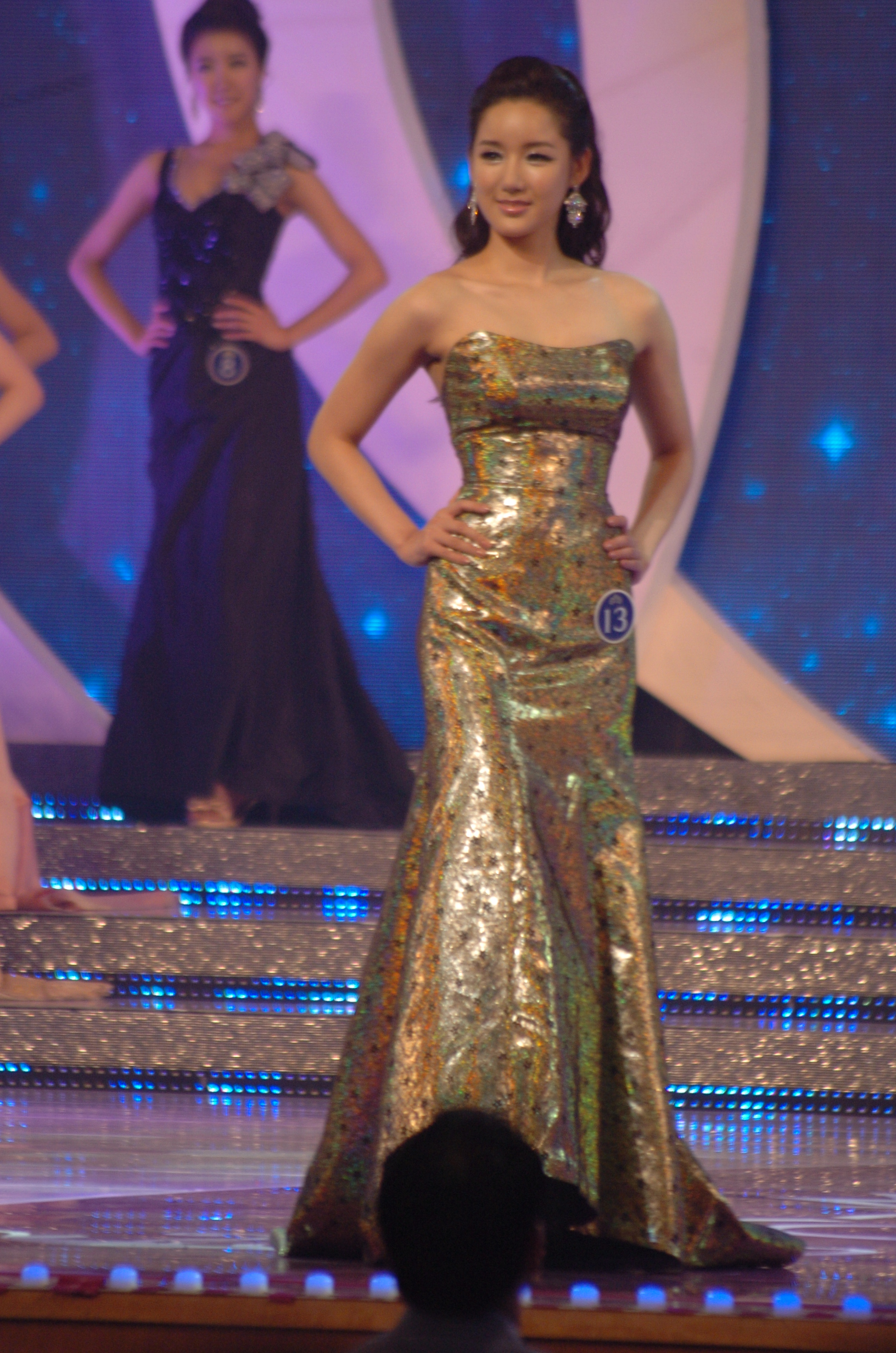
2012년 미스 서울 미 윤솔아, 2012년 미스코리아 후보
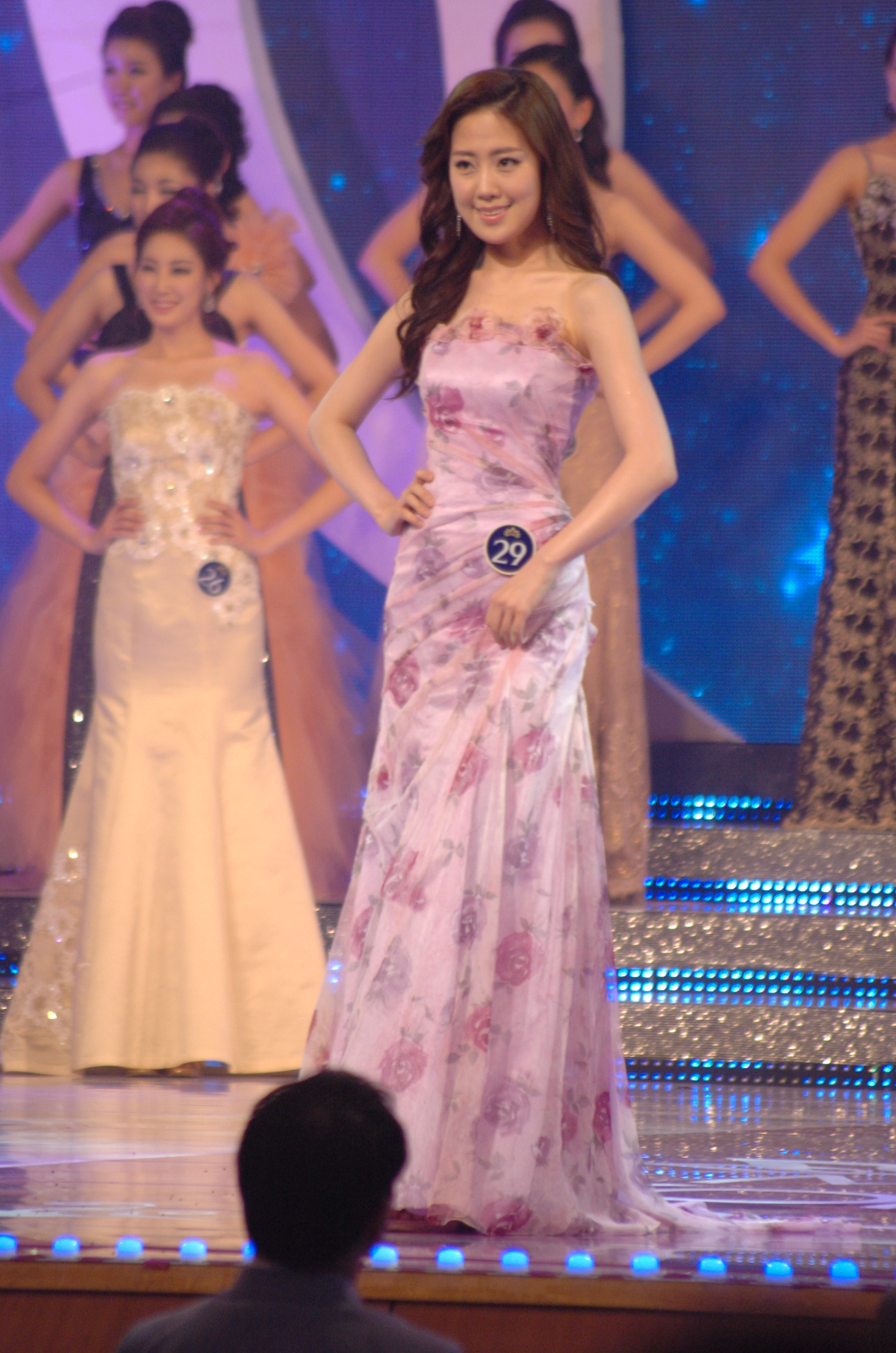
2012년 미스 서울 미 김유진, 2012년 미스코리아 미
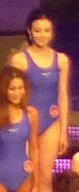
2013년 미스 서울 진 이가현(곽가현), 2013년 미스코리아 후보
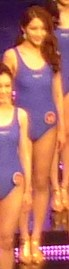
2013년 미스 서울 선 한수민, 2013년 미스코리아 미
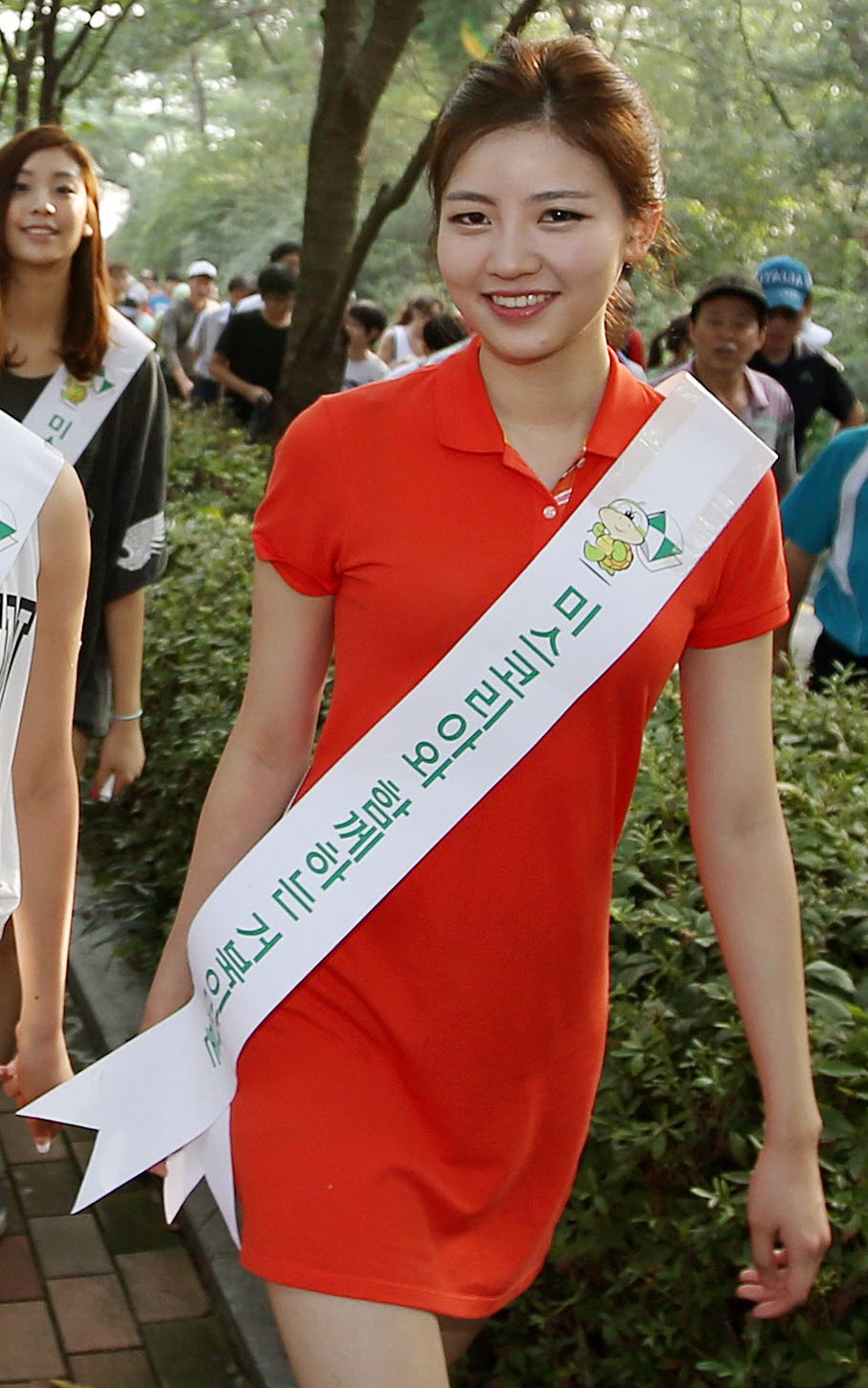
2014년 미스 서울 진 김서연, 2014년 미스코리아 진